# 1944 en France
Chronologie de la France
- 1940
- 1941
- 1942
- 1943
- 1944
- 1945
- 1946
- 1947
- 1948

Cette page présente les faits marquants de l'année 1944 en France.

## Événements

### Janvier

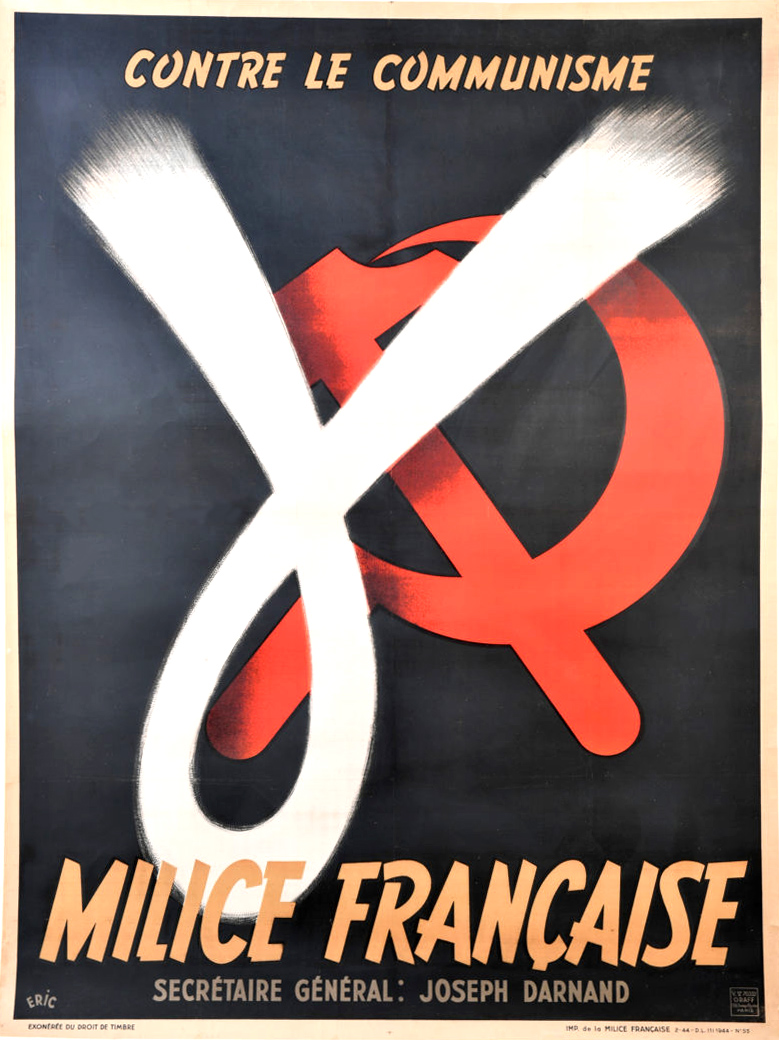
Affiche de propagande pour le recrutement de la Milice française, 1944.

- 1er janvier : remaniement ministériel. Le pronazi Joseph Darnand est nommé secrétaire général au maintien de l'ordre[1].
- 4 janvier : le général de la Porte du Theil est arrêté par la Gestapo. Le 13 mai les Allemands demandent la dissolution des chantiers de la jeunesse française, effective le 10 juin[2].
- 5 janvier : les MUR se transforment en Mouvement de libération nationale (MLN) par intégration des mouvements de la zone Nord[3].
- 6 janvier : Henriot est nommé secrétaire d'État à l'information et à la propagande[4].
- 12 janvier : conférence Churchill-de Gaulle à Marrakech[5].
- 16 janvier : André Colin et Maurice-René Simonnet rédigent le manifeste du Mouvement républicain de libération, à l'origine du Mouvement républicain populaire (MRP)[3].
- 20 janvier :
  - loi de Vichy créant les « Cours martiales de la Milice »[1].
  - convoi no 66, convoi de déportation de Juifs parti du camp de Drancy vers la gare de Bobigny à destination du camp d'extermination d'Auschwitz-Birkenau[6].
- 24 janvier : en Haute-Savoie, où les maquis se renforcent avec l’arrivée de réfractaires au STO, l’état de siège est proclamé[7].
- 27 janvier : la Milice étend ses activités en zone Nord[8].
- 30 janvier : début de la conférence de Brazzaville entre Charles de Gaulle et les représentants de l'Empire colonial français[9].

### Février

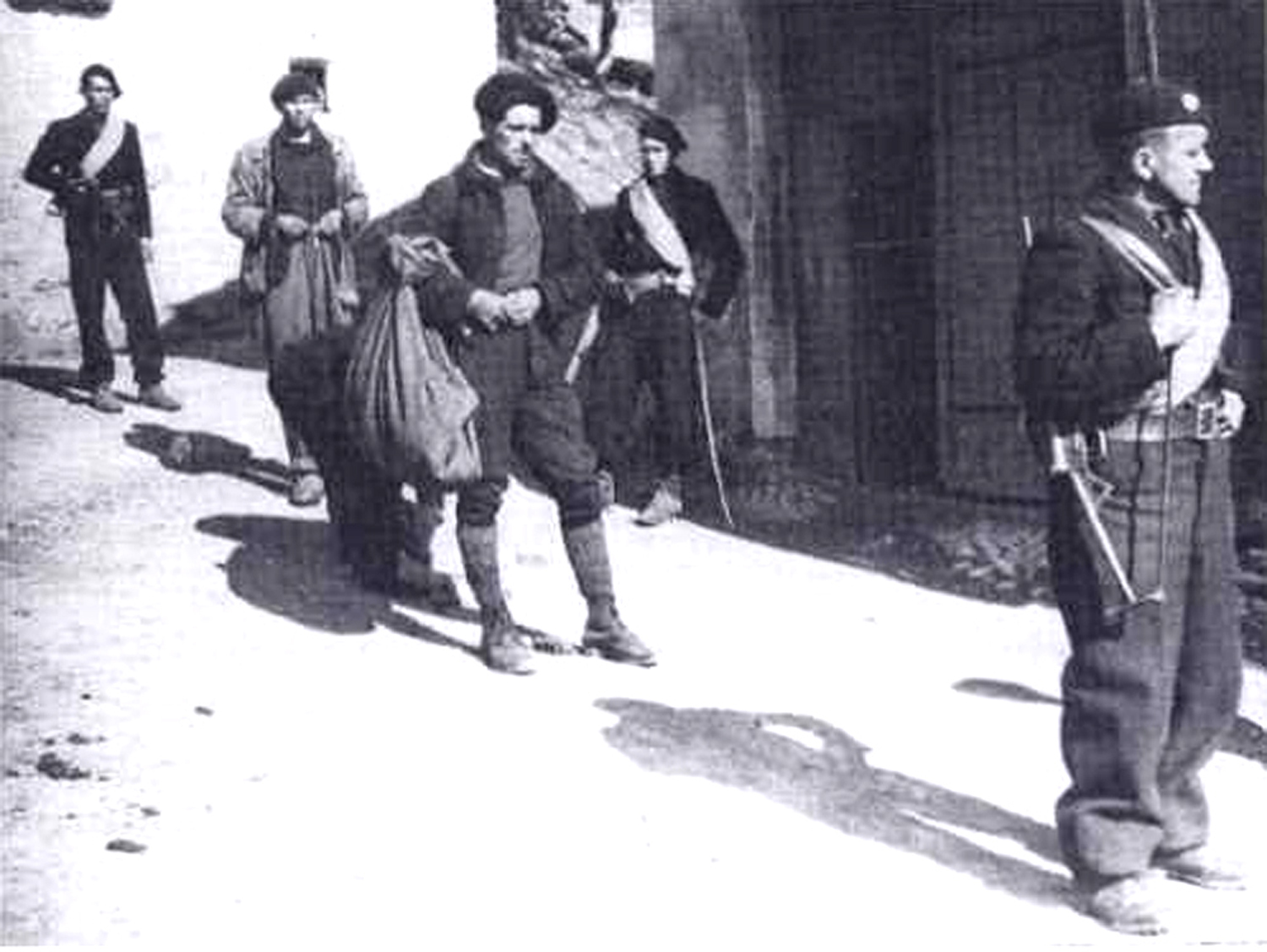
Arrestation par la Milice des maquisards d'Izon-la-Bruisse le 22 février 1944

- 1er février : le général Kœnig commande les FFI (Forces françaises de l'intérieur) qui regroupent différentes formations militaires de la Résistance[1].
- 4 février : première d'Antigone de Anouilh au théâtre de l'Atelier dans une mise en scène, un décor et des costumes d'André Barsacq, avec Monelle Valentin dans le rôle-titre[10].
- 5 - 13 février : opération Caporal contre les maquis de l'Ain et du Haut-Jura[11].
- 8 février : le plan pour l’invasion de l'Europe par les Alliés, l'opération Overlord, est confirmé[12].
- 18 février : lors de l’opération Jéricho, 19 avions anglais attaquent la prison d’Amiens pour permettre aux prisonniers français de s’évader[13].

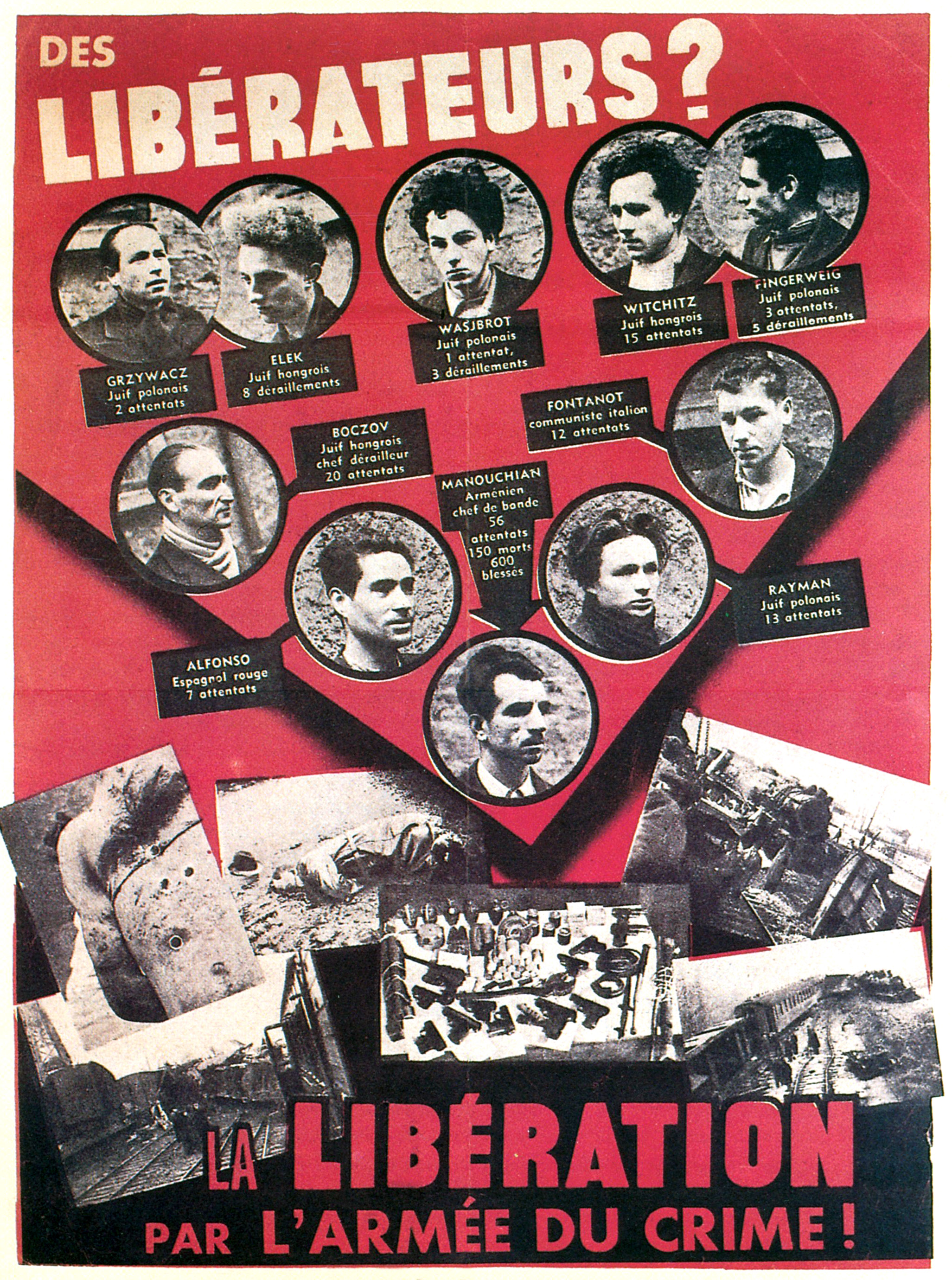
« LAffiche rouge » de la propagande nazie qui dénonce « l'armée du crime »..

- 19 février : ouverture du « procès des 23 »[3].
- 21 février : au fort du Mont-Valérien, les Allemands exécutent trois lycéens résistants du lycée Anatole-Le-Braz de Saint-Brieuc, le résistant Missak Manouchian et 21 membres de son groupe appartenant aux Francs-tireurs et partisans - Main-d'œuvre immigrée (FTP-MOI)[14].

### Mars
- Nuit du 6 au 7 mars : bombardement de la gare de triage de Trappes, première opération du Transportation Plan, engagé pour paralyser le réseau ferré pour isoler la Normandie, adopté officiellement par les Alliés le 15 avril[15].
- 7 mars : 
  - convoi no 69, convoi de déportation de Juifs parti du camp de Drancy vers la gare de Bobigny à destination du camp d'extermination d'Auschwitz-Birkenau[16].
  - ordonnance accordant l’égalité civile aux musulmans d’Algérie accordant le droit de vote à 60 000 Algériens[9].
- 7 au 12 mars : bombardements aériens alliés sur Le Mans (les 7 et 12 mars), Chartres et Tours (8 mars)[17].
- 15 mars : programme du Conseil national de la Résistance (CNR)[3].
- 16 mars : Déat est nommé secrétaire d'État[4].
- 20 mars : Pierre Pucheu, ancien ministre de l'Intérieur du gouvernement de Vichy, est exécuté à Alger[1].
- 22 mars : suicide de Pierre Brossolette ; il se jette du cinquième étage du n° 80 avenue Foch pour ne pas céder sous les tortures de la Gestapo[18].
- 26 mars : miliciens et Allemands donnent l'assaut au maquis des Glières en Haute-Savoie[1].
- 27 mars : première embuscade de Cornil[19].
- 30 mars : Arrêt Luze et Devaux par lequel la Chambre criminelle de la Cour de cassation affirme le principe du droit pénal selon lequel l'intention criminelle est un élément constitutif de l'infraction pénale.

### Avril
- 1er avril :
  - massacre d'Ascq. Quatre-vingt-six civils sont fusillés en représailles par les SS[20].
  - deuxième embuscade de Cornil[21].
- 4 avril, Algérie : entrée au Comité français de libération nationale de deux communistes, François Billoux et Fernand Grenier[22].
- 5 avril : quatre résistants du Kremlin-Bicêtre sont fusillés  au Mont-Valérien[23].
- 6 avril : rafle des 44 enfants d'Izieu et des 7 adultes les encadrant[24].
- 7 - 18 avril : opération Frühling contre les maquis de l'Ain et du Haut-Jura[25].
- 8 avril : mise à l’écart du général Giraud, qui perd ses fonctions de commandant en chef des Armées[22].
- 9 avril : bombardement de Lille[26] et Paris[17], début d'une vagues de bombardements alliés sur le territoire français[4].
- 16-23 avril : la Milice et les Groupes mobiles de réserve, établis à Vassieux, mènent une opération de « répression contre le terrorisme » et attaquent les positions de la Résistance française dans le Vercors[27].
- 18 avril : bombardement de Noisy-le-Sec, Juvisy et Rouen[17].

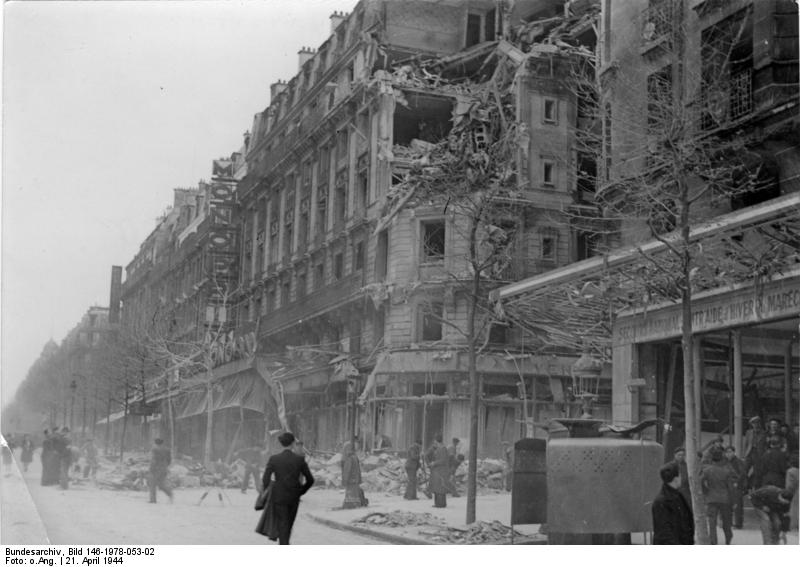
Le Boulevard Barbès à Paris après le bombardement, le 21 avril 1944.

- 20-21 avril : bombardements aériens alliés de Paris. 1 500 bombes tombent sur le XVIIIe arrondissement et la banlieue Nord-est, faisant 635 morts et 2 000 blessés[28].
- 21 avril : ordonnance du Comité français de la Libération nationale (de Gaulle) sur l’organisation des pouvoirs publics à la libération[29]. Le Comité français de la Libération nationale, présidé par le général de Gaulle, accorde le droit de vote aux femmes : « Ordonnance du droit de vote et d'éligibilité »[30]. Ce droit est confirmé par l’ordonnance du 5 octobre 1944 sous le Gouvernement provisoire de la République française[31]. Ce n'est que le 29 avril 1945 que les femmes pourront exercer pour la première fois ce droit (aux élections municipales). Le 21 octobre suivant, elles votent pour élire, comme les hommes, les membres de l'Assemblée constituante. Un mois plus tard, les 23 et 30 novembre, elles retournent aux urnes (pour les cantonales).

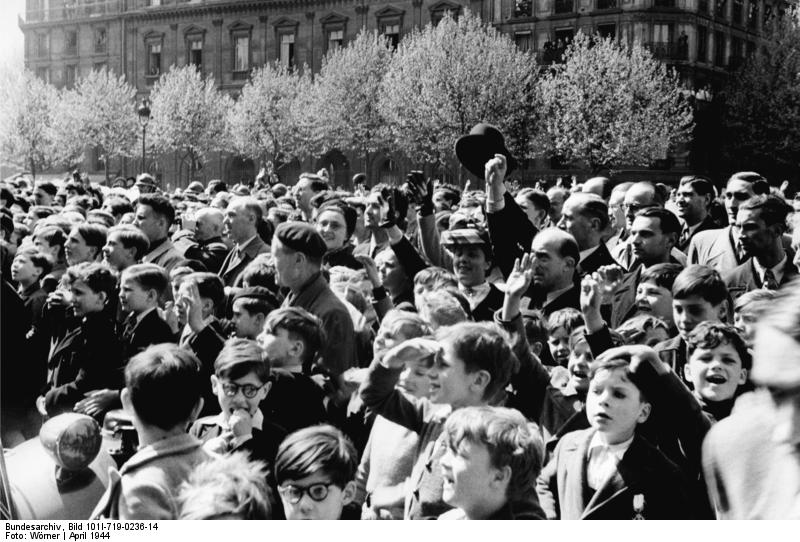
Accueil du maréchal Pétain à Paris.

- 26 avril : Pétain rend visite à Paris, pour la première fois depuis juin 1940. Il y reçoit un accueil enthousiaste sur la place de l'Hôtel-de-ville[1].
- 28 avril : discours radiodiffusé de Pétain contre les maquisards et les « terroristes »[1] ; « Des crimes odieux qui n'épargnent ni les femmes ni les enfants désolent les campagnes, des villes et même des provinces paisibles et laborieuses ».

### Mai
- 6 mai : ordonnance du CFLN sur la liberté de la presse[32].
- 8 mai : le jour-J pour l’opération Overlord est fixé au 5 juin[33].

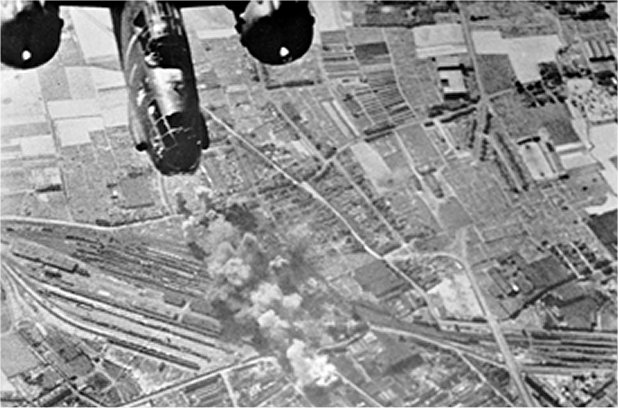
Bombardiers Boston Mk.III de la Second Tactical Air Force au-dessus des installations ferroviaires de Tourcoing, mai 1944.

- 11 mai et 13 mai : bombardement de la gare et des installations ferroviaires de Tourcoing par les Alliés[34].
- 15 mai : convoi no 73 de Drancy vers le Neuvième Fort en Lituanie[35].
- 22 mai : le Conseil des ministres du Comité français de libération nationale adopte le décret Grenier qui prévoit la création de comités mixtes à la production dans les usines de construction aéronautiques[36].
- 26 mai : incendie de la Bibliothèque municipale de Chartres[37].

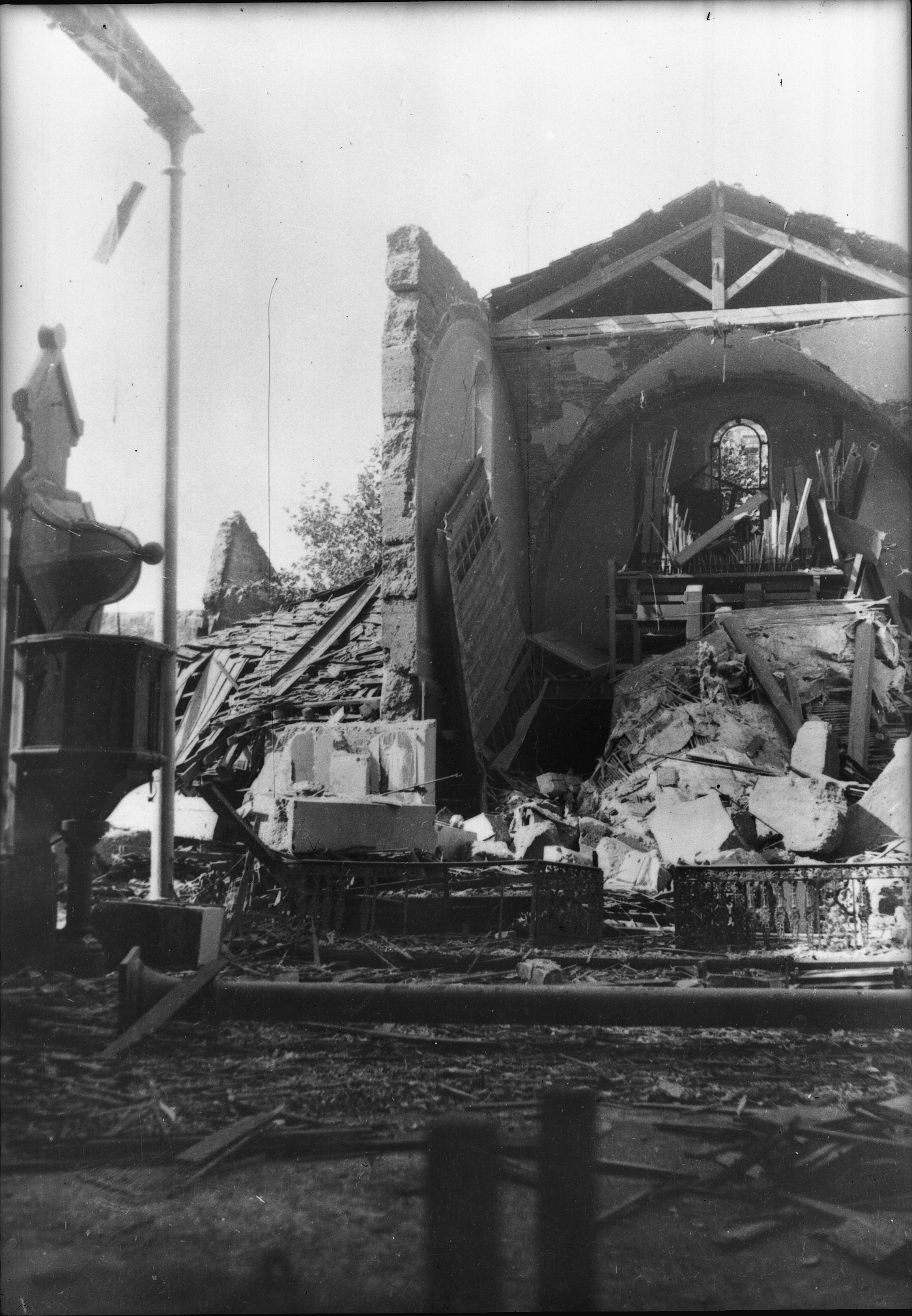
L'église Saint-Michel de Lyon détruite par le bombardement du 26 mai.

- 26 mai : bombardements alliés sur le sud-est et le centre-est de la France dans le cadre du Transportation Plan (Lyon, Saint-Étienne, Nice et Chambéry)[38].
- 27 mai : bombardements alliés sur Marseille et Avignon[39].
- 28 mai : sept maquisards sont tués par des soldats du Premier régiment de France lors de l'embuscade de Vaussujean[40].
- 28 mai - 15 juin : les Allemands arrêtent Gabriel Piguet, évêque de Clermont-Ferrand, et Jean-Marcel Rodié, évêque d'Agen. Le 9 juin, c'est le tour de Pierre-Marie Théas, évêque de Montauban et de Jules Saliège, archevêque de Toulouse. Ils renoncent à enfermer le dernier en raison de son état de santé et arrêtent le recteur Bruno de Solages. Le 15 juin Jean-Joseph Moussaron, évêque d'Albi est arrêté par la Gestapo[3].
- 30 mai : accords de Saretto entre Max Juvénal, dirigeant des Forces françaises de l'intérieur de la région R2 (Sud-Est), et les partisans italiens[41].
- 30 mai - 5 juin : « semaine rouge » ; bombardements de Rouen et de son agglomération[42].

### Juin
- 1er juin : 200 messages codés émis par la BBC annoncent aux différents groupes de la Résistance française le débarquement imminent des Alliés. Le plus célèbre « Les sanglots longs des violons de l'automne » est complété le 5 juin à 21h15 par le second vers du poème Chanson d'automne de Verlaine, « blessent mon cœur d'une langueur monotone », qui est signal de l'action immédiate[43].
- 3 juin, Alger : le Comité français de la Libération nationale se proclame Gouvernement provisoire de la République française, dirigé par Charles de Gaulle[3].
- 4 juin : l'opération Overlord est remise de 24 heures à cause d'une mer formée[44].
- 5 juin :
  - conférence dans le train spécial de Churchill à Droxford, près de Portsmouth, entre Churchill, Eisenhower et de Gaulle concernant l'administration des futurs territoires libérés. De Gaulle défend la souveraineté nationale[45].
  - opération Tonga : débarquements de troupes aéroportées britanniques sur le flanc est du canal de Caen à la mer et à Ranville[46].

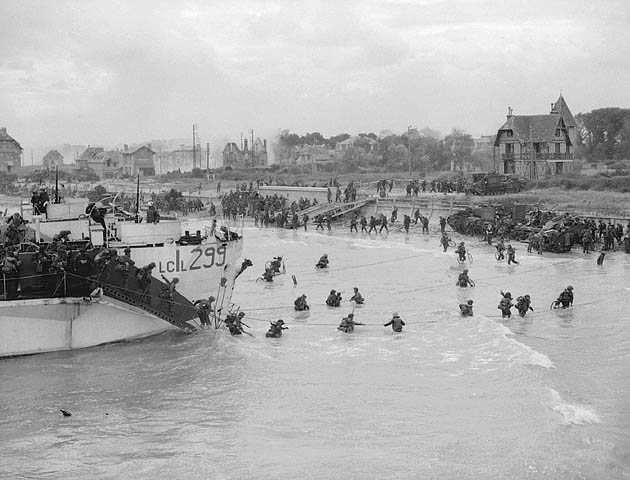
6 juin : opération Overlord.

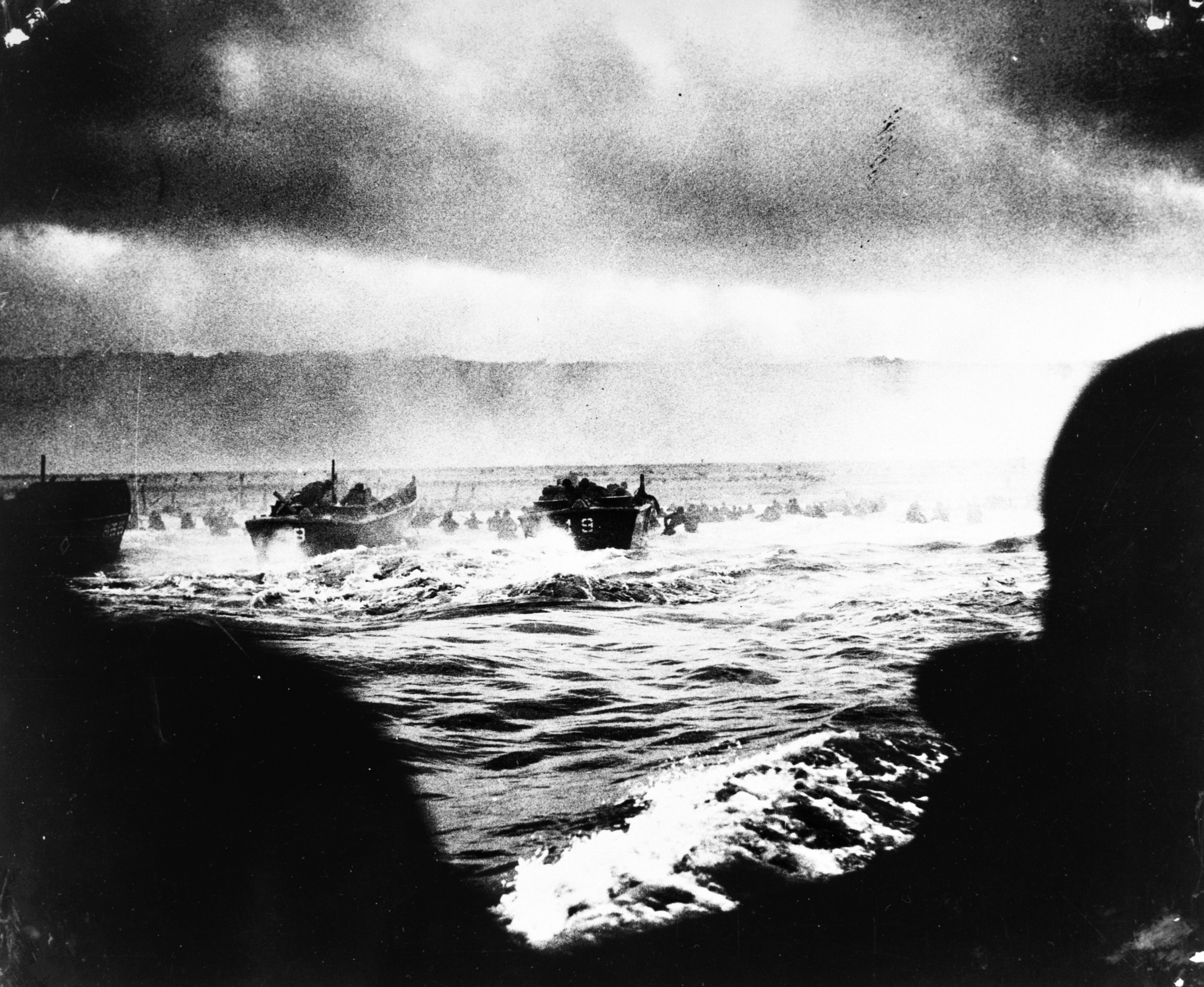
Omaha Beach.

- 6 juin : D Day[33]. Débarquement des forces britanniques, américaines et canadiennes en Normandie, baptisé opération Neptune (850 000 anglo-canadiens, 1,2 million d’Américains). Préparé par des parachutages puis d’intenses bombardements aéronavals, le débarquement commence à 6 h 30. Le soir du 6 juin, les Alliés n’ont pas atteint tous les objectifs fixés, mais ont pu établir de solides têtes de pont[44].
- 7 juin :
  - Bayeux est libérée par des troupes britanniques[47].
  - crimes de guerre de Laclotte et de Saint-Pierre-de-Clairac[48].
  - fusillade du Fort de Seclin, près de Villeneuve-d'Ascq[49].⋅
- 7 - 9 juin : Guéret est occupée provisoirement par la Résistance intérieure française[50].
- 7 - 14 juin : échec de l’opération Perch ; Montgomery ne parvient pas à s'emparer de Caen, en Normandie[47].
- 7-8 juin : les Partisans s’emparent de Tulle, réoccupée par les Allemands dans la nuit du 8 au 9 juin[51].
- 8 juin :
  - mobilisation de la Milice[4].
  - libération de Port-en-Bessin par le 47e Royal Marines Commando[52].
- 9 juin :
  - massacre de Tulle, 99 hommes sont pendus à Tulle, dont Pierre Souletie et Lucien Ganne, par des unités de la 2e division SS Das Reich du général Lammerding[3].
  - massacre d'Argenton-sur-Creuse[53].
  - bataille d'Ouessant : engagement naval entre les forces Alliées et Allemandes au large d'Ouessant[54].
  - les Forces françaises de l'intérieur (FFI) sont intégrées à l'armée française[55].
- 10 juin :
  - massacre d'Oradour-sur-Glane par mesure de représailles après une attaque menée par des maquisards. Les soldats de la 2e division SS Das Reich du général Lammerding enferment 642 habitants du village dans six granges et dans l'église et les font brûler vifs à coup de lance-flammes[56].
  - massacre du Malabre : quatorze résistants et civils sont abattus par des SS dans une carrière au nord de Limoges[57].
  - 47 résistants français sont abattus par les Allemands à Ussel[58].
- 11 juin : les Allemands résistent au Mesnil-Patry[59].
- 11 - 12 juin : bombardement d'Évreux[60].

- 12 juin :

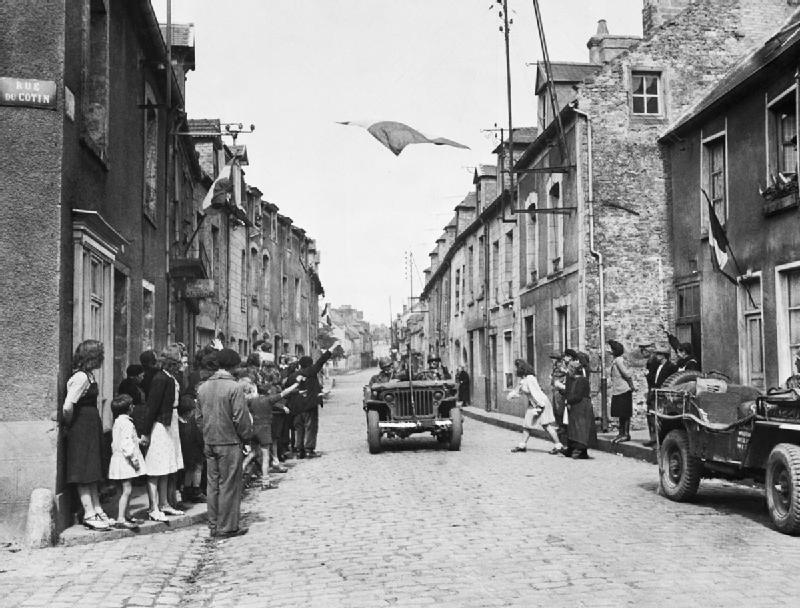
Le drapeau tricolore flotte sur Carentan, la première ville française libérée par les Américains.

  - les Alliés entrent dans Carentan[61].
  - massacre de 53 otages civils par les SS à Valreas[62].
  - le Premier ministre du Royaume-Uni Winston Churchill visite les plages du débarquement de Normandie[63].
- 13 juin - 24 juillet : bataille des Haies[64].
- 13 juin :
  - bataille de Villers-Bocage[65].
  - traversée de l’Elle par les troupes américaines[66].
  - 106 partisans du maquis des Manises sont fusillés par les Allemands[67].

- 14 juin :

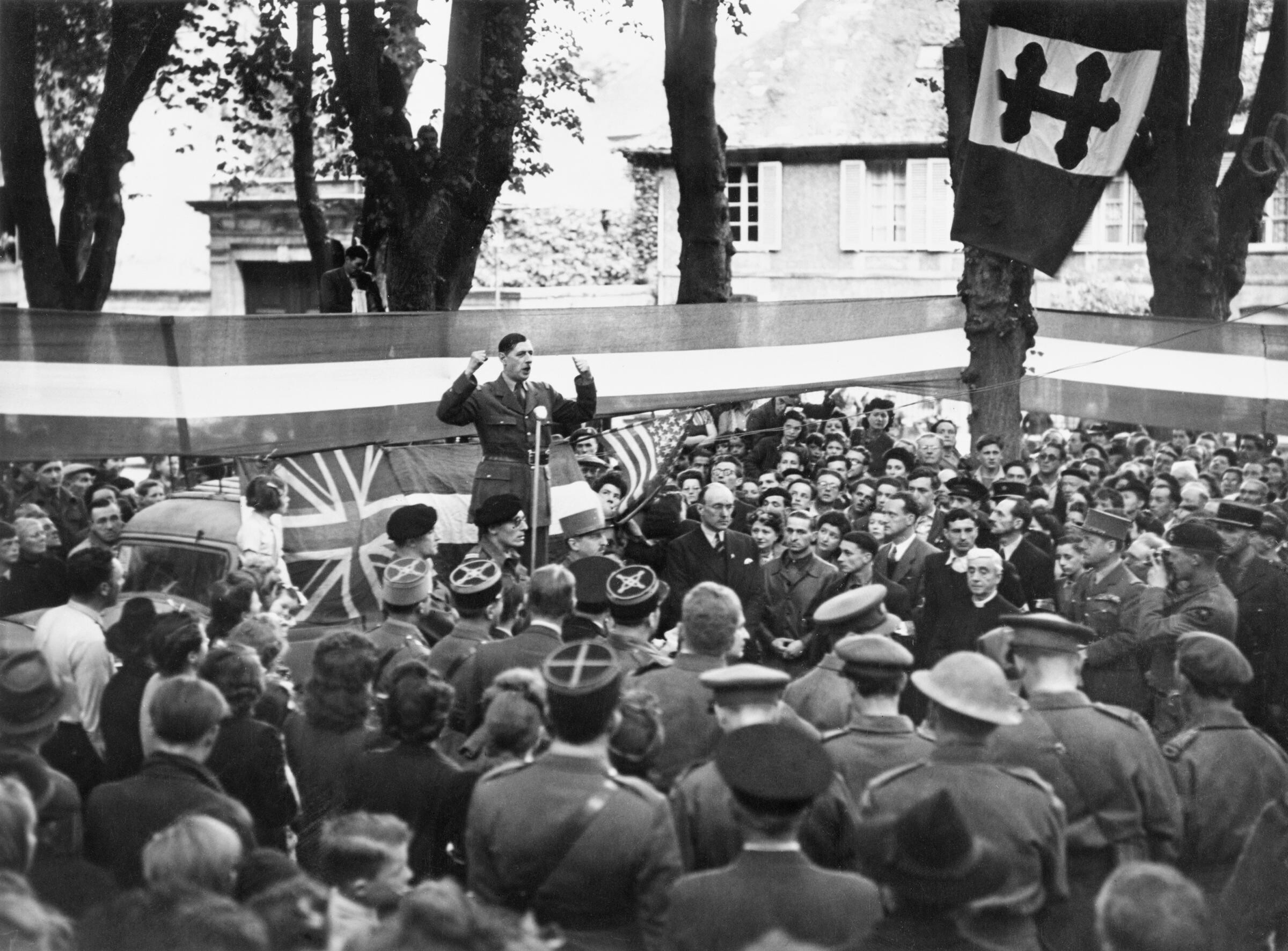
Le général de Gaulle devant les citoyens de Bayeux le 14 juin 1944.

  - Charles de Gaulle débarque à Graye-sur-Mer en Normandie et se rend à Bayeux où il installe dans ses fonctions le premier commissaire de la République, François Coulet[3].
  - destruction de Vimoutiers en Normandie par 36 bombardiers alliés[68].
- 17 juin : les Français de l'armée de la libération débarquent à Elbe en Toscane[69].
- 18 juin :
  - coupure du Cotentin. Les Alliés entrent dans Barneville-sur-Mer dans la nuit du 17 au 18 juin[70].
  - combats du maquis de Saint-Marcel dans le Morbihan[71].
- 20 juin : Jean Zay est exécuté par la milice à Molles[4].
- 20 - 21 juin : les Alliés libèrent Valognes en Normandie[72].
- 22 juin : ordonnance qui interdit les journaux qui ont été publiés sous l'occupation[32].

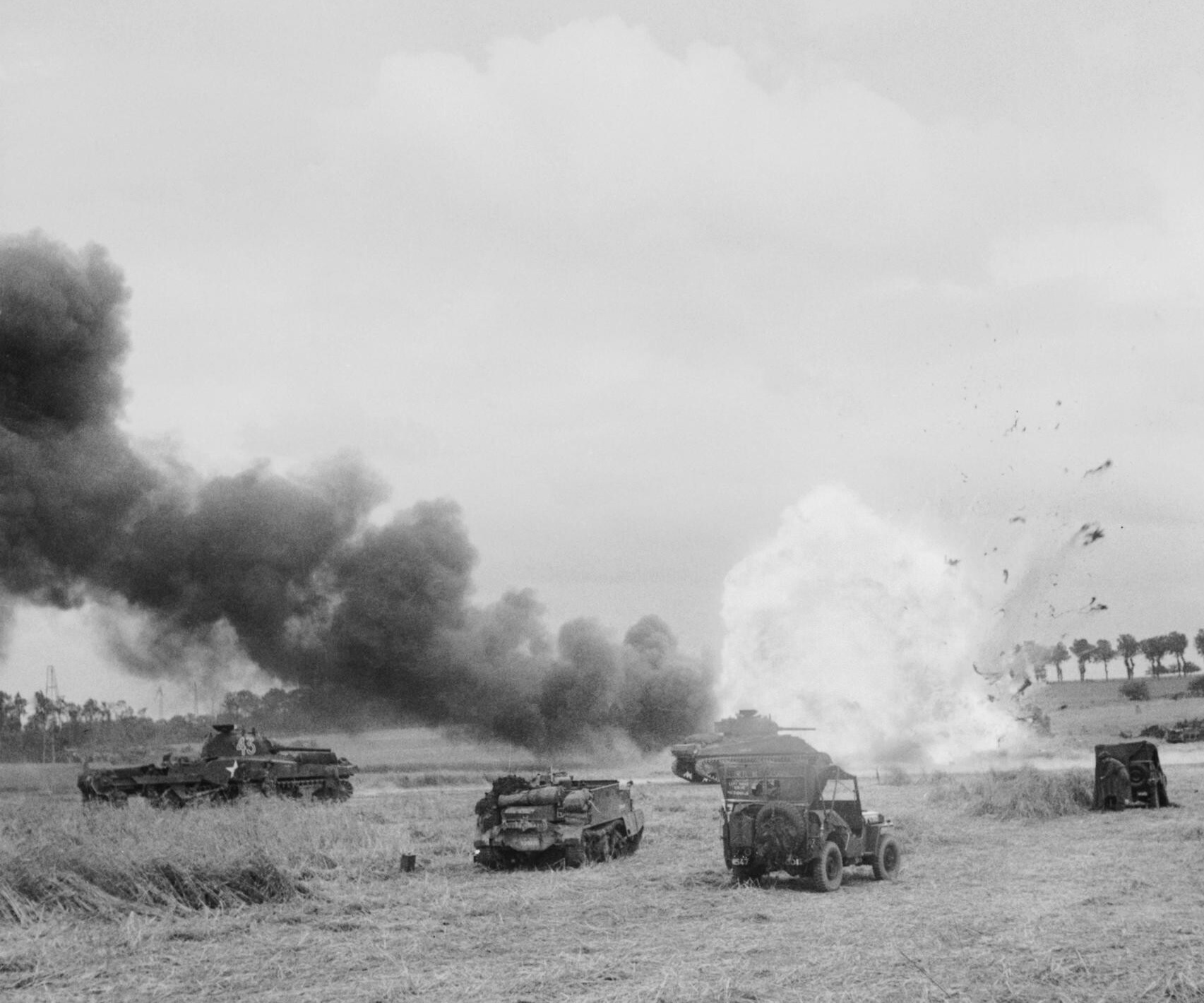
26 juin : bataille de Caen.

- 23 juin: Pendaisons et assassinats de 33 habitants de la commune de Dunes (Tarn-et-Garonne) par une unité de SS, à la recherche de résistants.

- 25 - 30 juin : opération Epsom à l'ouest de Caen. Les Anglo-Canadiens poursuivent difficilement l’offensive dans la région de Caen qui est libérée le 9 juillet[73].
- 26 juin :
  - ordonnance relative à la répression des faits de collaboration[74]. Création des Cours de justice départementales afin de pratiquer l'épuration[75].
  - les troupes américaines entrent dans Cherbourg[76].
- 27 juin : libération de Cherbourg par les Américains[76].
- 28 juin : assassinat du secrétaire d'État à l'Information de Vichy Philippe Henriot, exécuté par des résistants[4].
- 29 juin : exécution des sept Juifs au cimetière de Rillieux par la milice française[77].
- 30 juin : entrevue à Rome entre le pape Pie XII et de Gaulle[78].

### Juillet
- 1er juillet : les Allemands attaquent le maquis de Donzy ; douze partisans sont tués, sept blessés[79].
- 3 juillet : prise de Sienne  par le Corps expéditionnaire français en Italie[80].
- 4 - 5 juillet : opération Windsor. Carpiquet est prise par les Forces canadiennes[81].
- 6 - 13 juillet : entretiens à Washington entre Roosevelt et de Gaulle[82].
- 7 juillet :
  - assassinat de Georges Mandel par la milice française[83].
  - bombardement massif de Caen par la RAF[81].
  - embuscade du Chavanon. Destruction d'un convoi de ravitaillement allemand par les résistants en Corrèze ; 22 soldats sont tués[50].

Troupes britanniques dans les décombres de Caen, le 9 juillet 1944.

- 9 juillet : Caen est libérée par les Britanniques (Dempsey)[65].
- 10 juillet : une « Déclaration commune sur la situation politique » datée du 5 juillet, signée par les ultras-collaborateurs, est remise au matéchal Pétain ; elle déplore la mort d'Henriot et réclame l'instauration d'un pouvoir fort résolument décidé à combattre la Résistance[84].
- 10 - 21 juillet : opération Treffenfeld contre les maquis de l'Ain et du Haut-Jura. Massacre de Dortan (12 - 21 juillet)[85].
- 11 juillet : l’avancée britannique est arrêtée sur l’Orne par les Allemands[86].
- 12 juillet : dernier Conseil des ministres à Vichy[4].
- 16 juillet : guet-apens d'Oraison ; le Comité de libération des Basses-Alpes est démantelé[87].
- 18 juillet : les Alliés libèrent Saint-Lô. Début de l'opération Goodwood pour dégager Caen[58].
- 18 juillet et 12 août : massacres de Signes, exécutions de 38 partisans dans le Var[41].
- 18 - 20 juillet : opération Atlantic pour libérer les parties sud et ouest de la ville de Caen[47].
- 18 - 24 juillet : défaite des maquisards à la  bataille du Mont Gargan, en Limousin[88].
- 19 - 25 juillet : bataille de la crête de Verrières pour desserrer la pression allemande sur Caen[47].
- 21 - 23 juillet : les Allemands, aidés par les miliciens, attaquent le Vercors où se sont réfugiés des milliers de maquisards qui ne reçoivent pas des Alliés les secours attendus[65]. Les Allemands exercent des représailles meurtrières contre la population civile.

- 22 juillet :

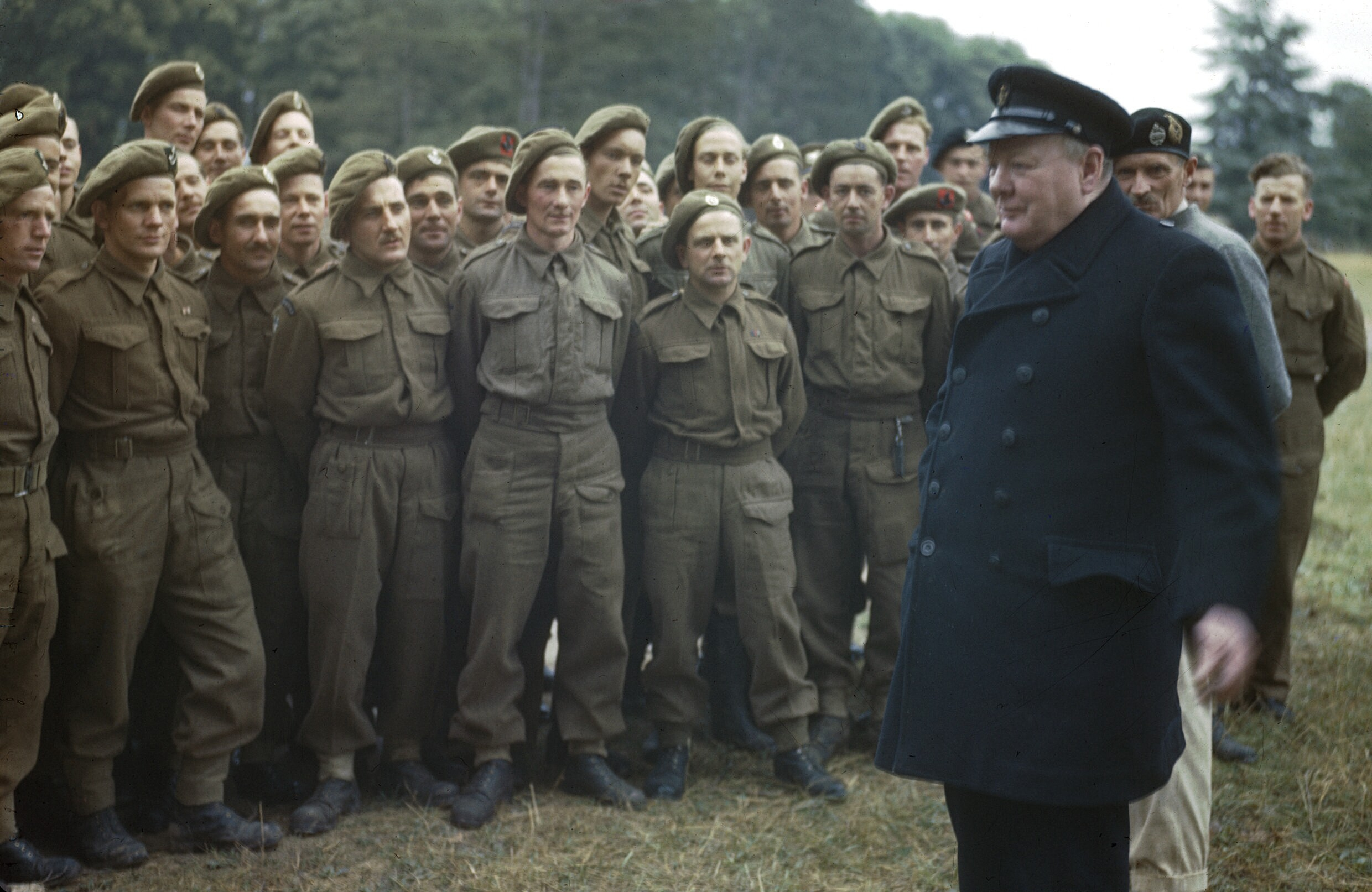
La visite du Premier ministre, Winston Churchill à Caen, 22 juillet 1944

  - enlèvement de l'amiral vichyste Charles Platon par un commando de maquisards FTP de la Dordogne[84].
  - arrestation d'André Malraux à Gramat[89].
  - Winston Churchill visite les ruines de Caen[90].
- 23 juillet : Saint-Gingolph est incendié et huit otages sont fusillés à la suite d'une attaque du pont-frontière par les maquisards[91].
- 24 juillet : combat de Javerlhac entre les Maquisards et les troupes allemandes et la milice française[92].
- 24 juillet, 26 juillet et 8 août : tragédie des puits de Guerry[93].
- 25 juillet : les Américains déclenchent l’opération Cobra vers le sud-ouest de la Normandie qui aboutit le 31 juillet à la percée d'Avranches (Patton)[94].
- 25 - 27 juillet : échec de l’opération Spring[95].
- 26 juillet : attaque du train de la Banque de France à Neuvic (Dordogne) par la Résistance. Le butin s’élève à 2 280 000 000 de francs[96].
- 27 juillet : massacre de Dampierre. Treize résistants et civils sont massacrés par l'armée allemande dans l'Indre[97].
- 30 juillet - 7 août : opération Bluecoat[94].

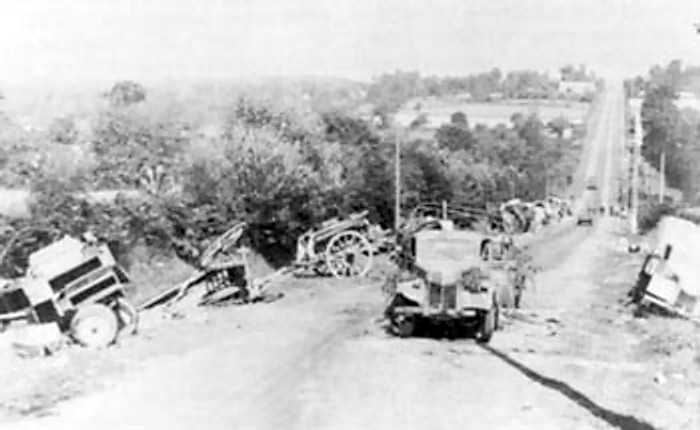
Du matériel allemand abandonné sur une route vers Avranches le 31 juillet 1944.

- 31 juillet : combats et percée d'Avranches[98].

### Août
- 1er août :
  - la 3earmée du général Patton entre dans Avranches[65]

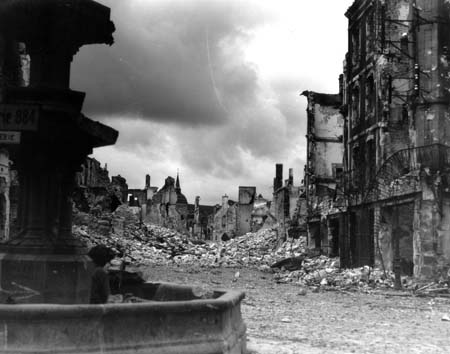
Place centrale de Falaise, le 16 août.

  - la 2e division blindée du général Leclerc débarque à Utah Beach en Normandie[99].
- 3 - 18 août : bataille d’Égletons[100].
- 4 août : les Américains s’emparent de Rennes et de Dinan. La Bretagne est peu à peu libérée, en direction du sud et du port de Brest, qui est atteint le 7 août[101].
- 4 - 5 août : les Américains entrent à Vannes[102].
- 5 août : Pétain désavoue la Milice[4].

- 7 août :

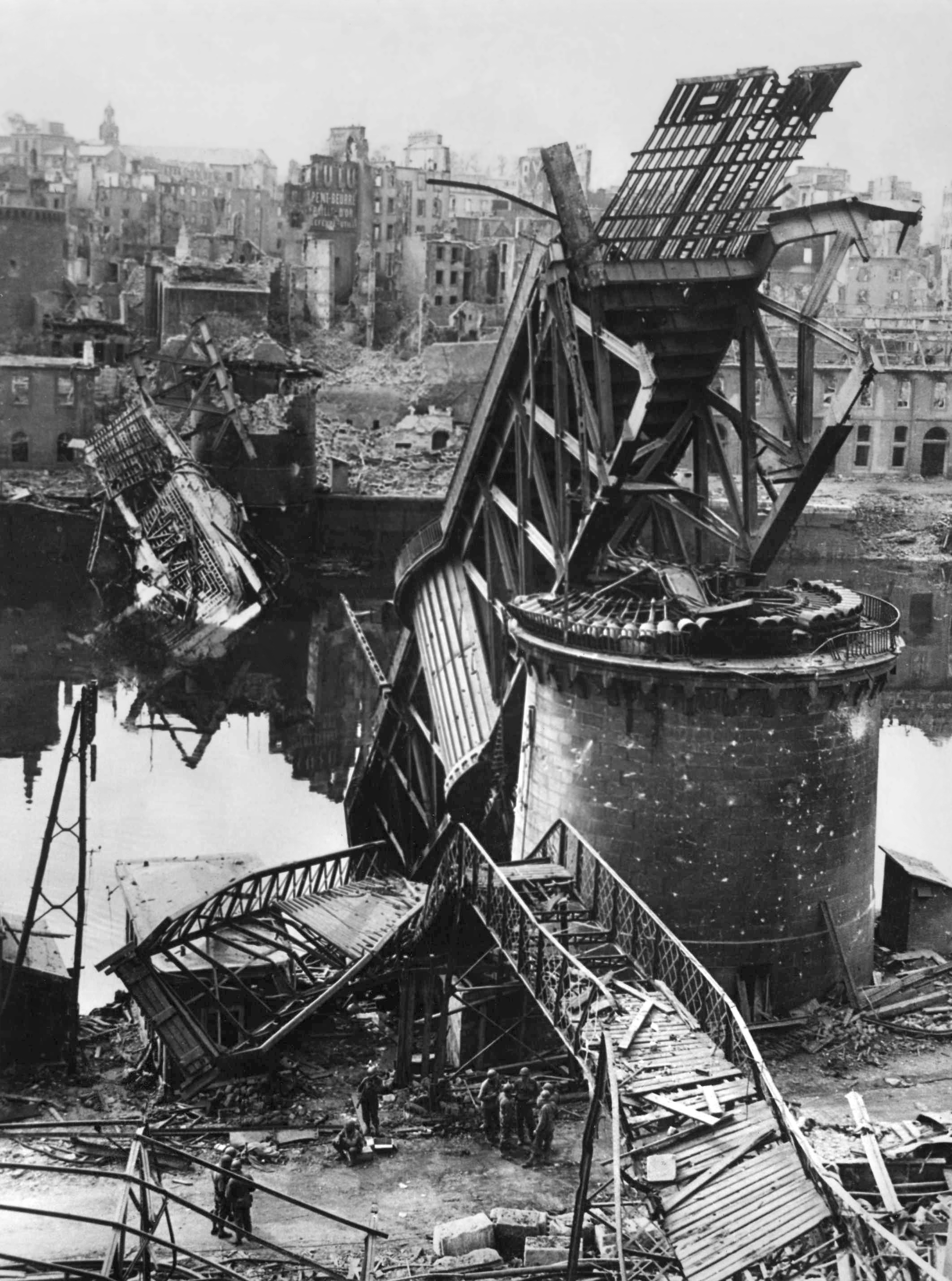
Vue du pont National à Brest après la destruction de la ville en 1944.

  - contre-offensive allemande à Mortain, enrayée le 12[103].
  - 50 soldats allemands sont tués dans la troisième embuscade de Cornil[58].
  - massacre de Penguerec. Quarante-deux civils sont tués par la Wehrmacht à Gouesnou, près de Brest[104].
  - parution à Rennes du premier numéro du quotidien régional Ouest-France sur les presses de L'Ouest-Éclair, interdit pour collaboration[105].
- 8 août :
  - Vire est libérée par les Alliés[106].
  - Le Mans est libéré par la 3earmée du général Patton[65].
  - échec de l'opération Totalize des Alliés sur la route de Caen à Falaise[107].
- 9 août : ordonnance relative au rétablissement de la légalité républicaine sur le territoire continental[108].
- 10 août :
  - les cheminots se mettent en grève dans la région parisienne après une manifestation qui réunit 10 000 personnes à Villeneuve-Saint-Georges[109].
  - Charles Tillon lance l’insurrection des FTP à Paris[110].
  - libération d'Angers[111].
- 11 - 13 août : combats du Lioran entre Résistants et Allemands dans le Cantal[112].
- 12 - 21 août : les troupes allemandes encerclées dans la poche de Falaise après l'échec de leur offensive parviennent à fuir par le « couloir de la mort » avec de lourdes pertes[113].
- 12 août : la 2e division blindée du général Leclerc libère Alençon[114] (première ville de l'hexagone libérée par des Français[115]). Les Allemands quittent Nantes avant l'arrivée des Américains[111].

- 15 août :

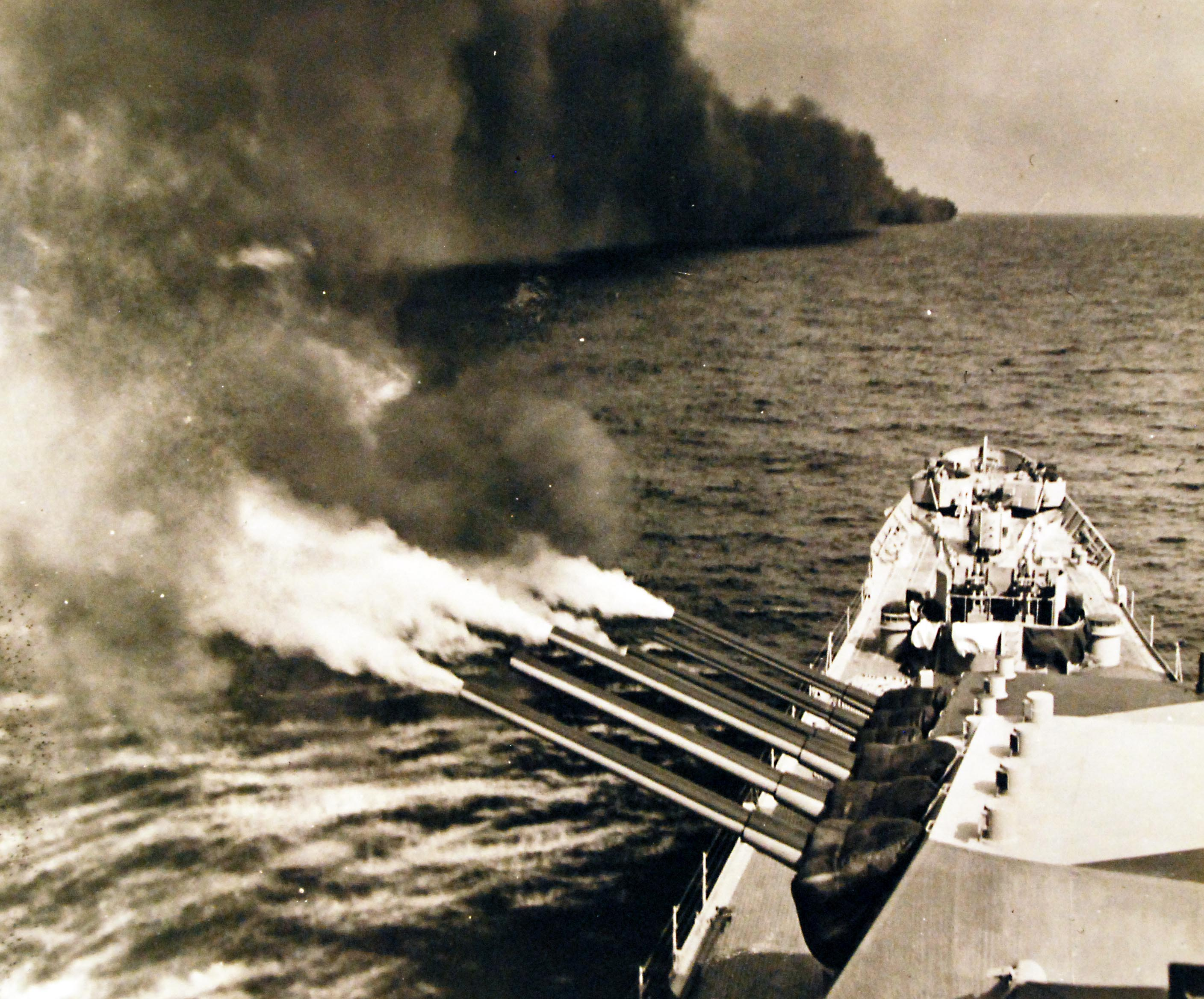
L' tirant au large de Toulon lors du débarquement de Provence, 16 août 1944

  - débarquement franco-américain en Provence ; bataille de Port-Cros[116].
  - libération de Brive[58].
  - grève de la police en région parisienne pour protester contre le désarmement par des Allemands de policiers d'Asnières et de Saint-Denis[109].
  - huit résistants sont fusillés par la Gestapo à la villa Montfleury à Cannes[117].
- 15 - 19 août : la 3earmée du général Patton entre dans Chartres. Les Allemands capitulent après quatre jours de combats[118].

- 16 août :
  - libération d’Orléans[119] et de Dreux[120].
  - libération de Draguignan à la suite du débarquement en Provence[116].
  - massacre de la cascade du Bois de Boulogne à Paris, où 35 résistants sont fusillés[121].
- 17 août :
  - le maréchal Pétain est arrêté par les Allemands[3].
  - libération de Saint-Malo[122] et de Châteaudun[123]. Reddition de la garnison allemande de Tulle[124].
  - départ du dernier train de déportés de Drancy vers Buchenwald[125].
  - bataille de La Ciotat[116].
  - la CGT et le PCF clandestins lancent le mot d'ordre de grève générale insurrectionnelle à Marseille[126].
- 18 août :
  - Pierre Laval est emmené par les Allemands à Belfort[1].
  - les Résistants français sont mis en déroute au combat de Neaux[127].
- 18 - 20 août : bataille de Chambois. Fermeture de la poche de Falaise[128].

- 19 août :

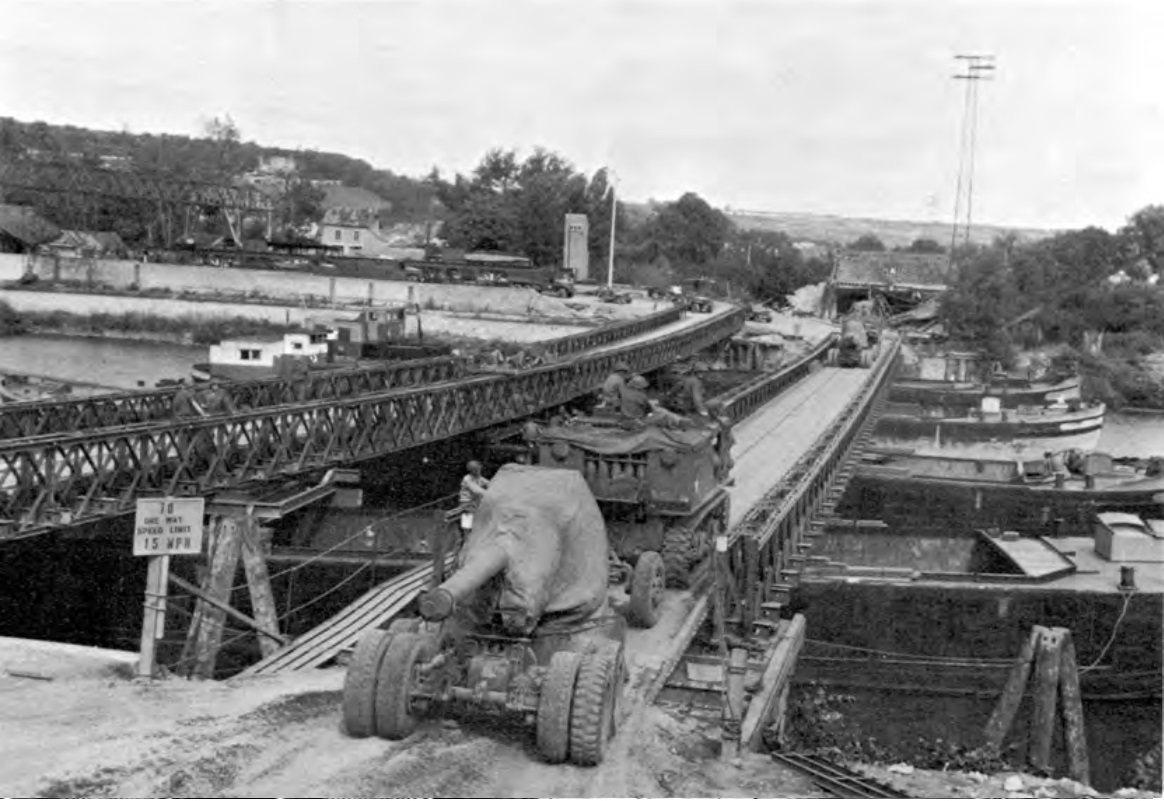
Pont Bailey sur la Seine à Mantes en août 1944.

  - les Américains sont à Mantes-la-Jolie[119], libération de Toulouse, d'Agen et de Périgueux[111].
  - début de l’insurrection de Paris. À l'approche des chars de Patton, des combats éclatent dans Paris[129]. Le général de Gaulle, que l'on reconnaît d'ores et déjà comme le chef des Français, envoie la 2e division blindée du général Leclerc appuyer l'insurrection parisienne pour la libération de Paris (19-25 août).

- 20 août :

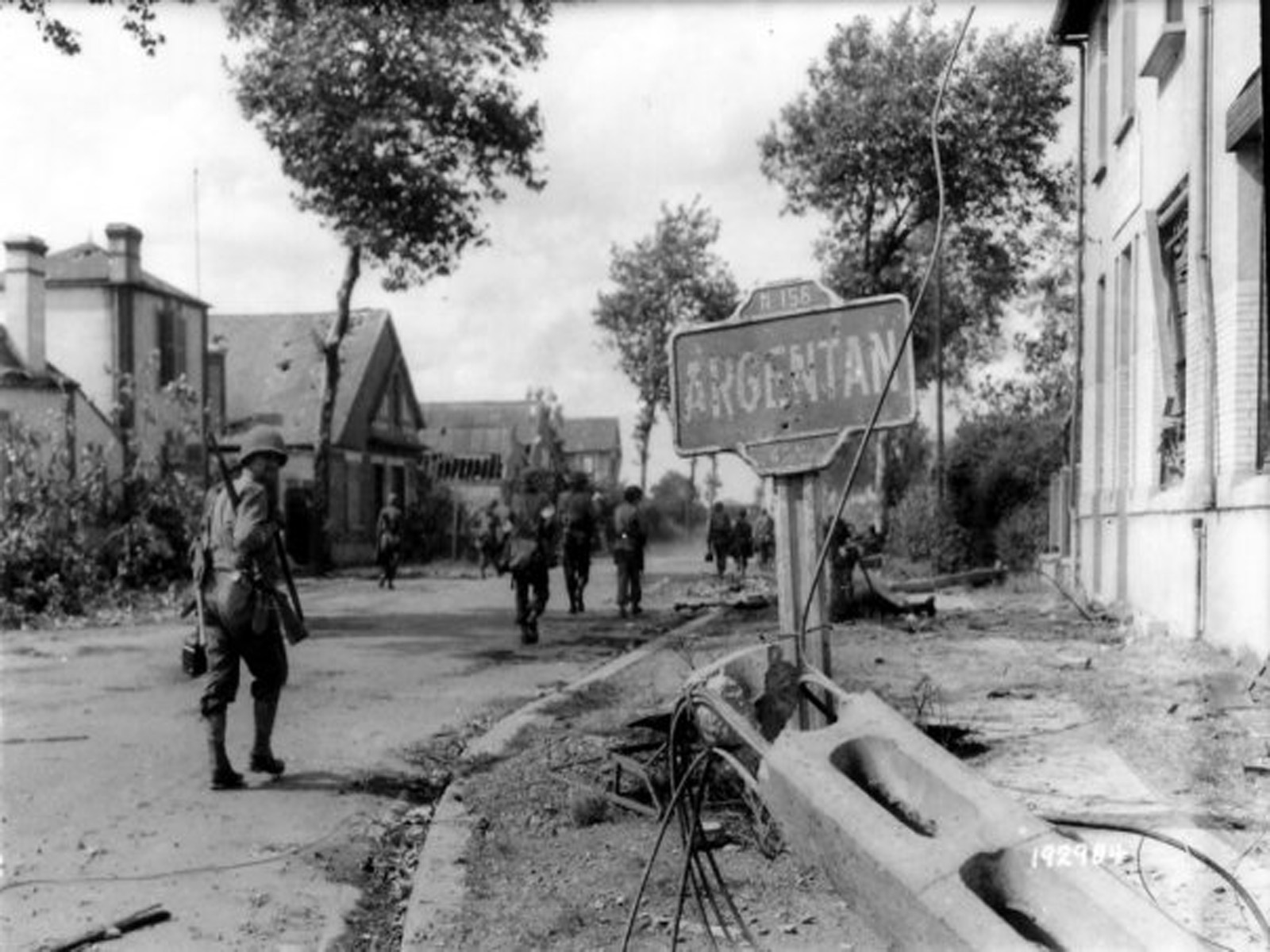
Soldats américains dans Argentan libérée.

  - Pétain est emmené par les Allemands à Belfort[1]. Il est transféré en Allemagne, à Sigmaringen, avec Pierre Laval, le 7 septembre[130].
  - encerclement de Toulon par les troupes françaises[131].
  - libération d'Argentan[132].
  - libération de Saint-Astier par les FFI. Le même jour les Allemands évacuent Bergerac et la Dordogne est totalement libérée le 25 août[133].
  - exécution par les Allemands d'environ 120 détenus de la prison Montluc au fort de Côte-Lorette à Saint-Genis-Laval[134].
- 20 - 21 août : libération de Martigues[135] et libération de Mont-de-Marsan.
- 20 - 30 août : première libération de Châteauroux ; les Allemands quittent Châteauroux. Les FFI investissent la ville le lendemain et commencent l'épuration. Cinq miliciens sont fusillés le 22 août[136]. Les maquisards évacuent la place le 30 août à l'arrivée d'une colonne allemande[137].
- 21 août : combat des Chapieux en Tarentaise[138].
- 22 août :
  - libération de Grenoble[139].
  - le général Eisenhower autorise la 2e division blindée à marcher sur Paris[140].

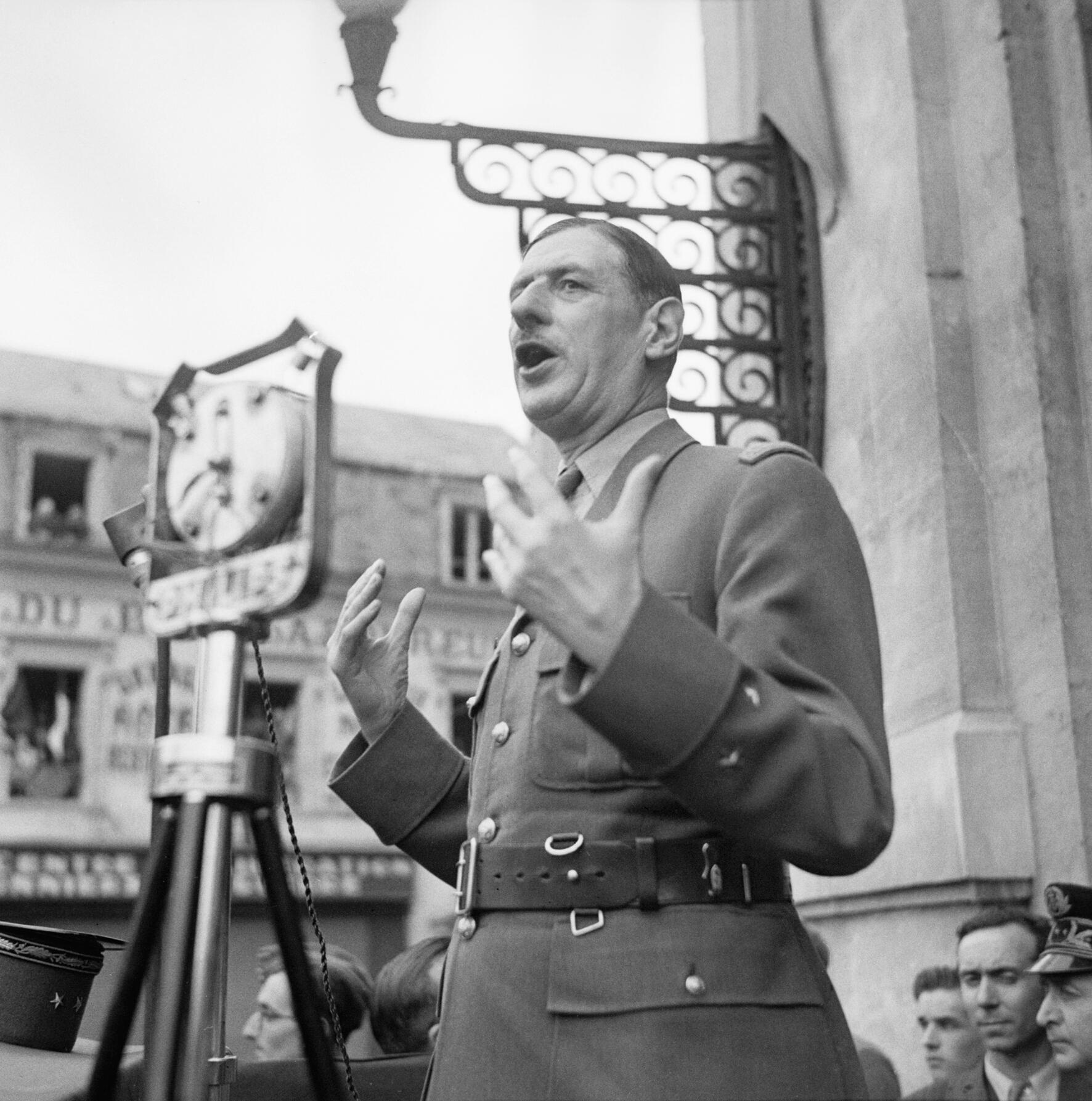
Discours du général de Gaulle à Chartres le 23 août : Combien m’émeut l’accueil magnifique de Chartres, Chartres libéré ! Chartres sur le chemin de Paris, c'est-à-dire sur le chemin de la victoire !.

- 24 - 25 août : libération de Paris. Avec l’acquiescement des Américains, la 2e DB de Leclerc prend le contrôle de la capitale où l’insurrection a repris après une trêve. La reddition allemande est signée l’après-midi du 25 août. Quelques heures plus tard, de Gaulle entre dans la ville[1].
- 25 août :
  - massacre de Maillé, comme à Oradour-sur-Glane des SS massacrent la population et incendient le village de Maillé en Indre-et-Loire, faisant 124 victimes dont 44 enfants de moins de 14 ans[141].
  - la 1re division blindée du général Touzet du Vigier passe le Rhône d'Arles à Avignon[142].
- 25 - 26 août : combat d'Écueillé[143].

- 26 août :

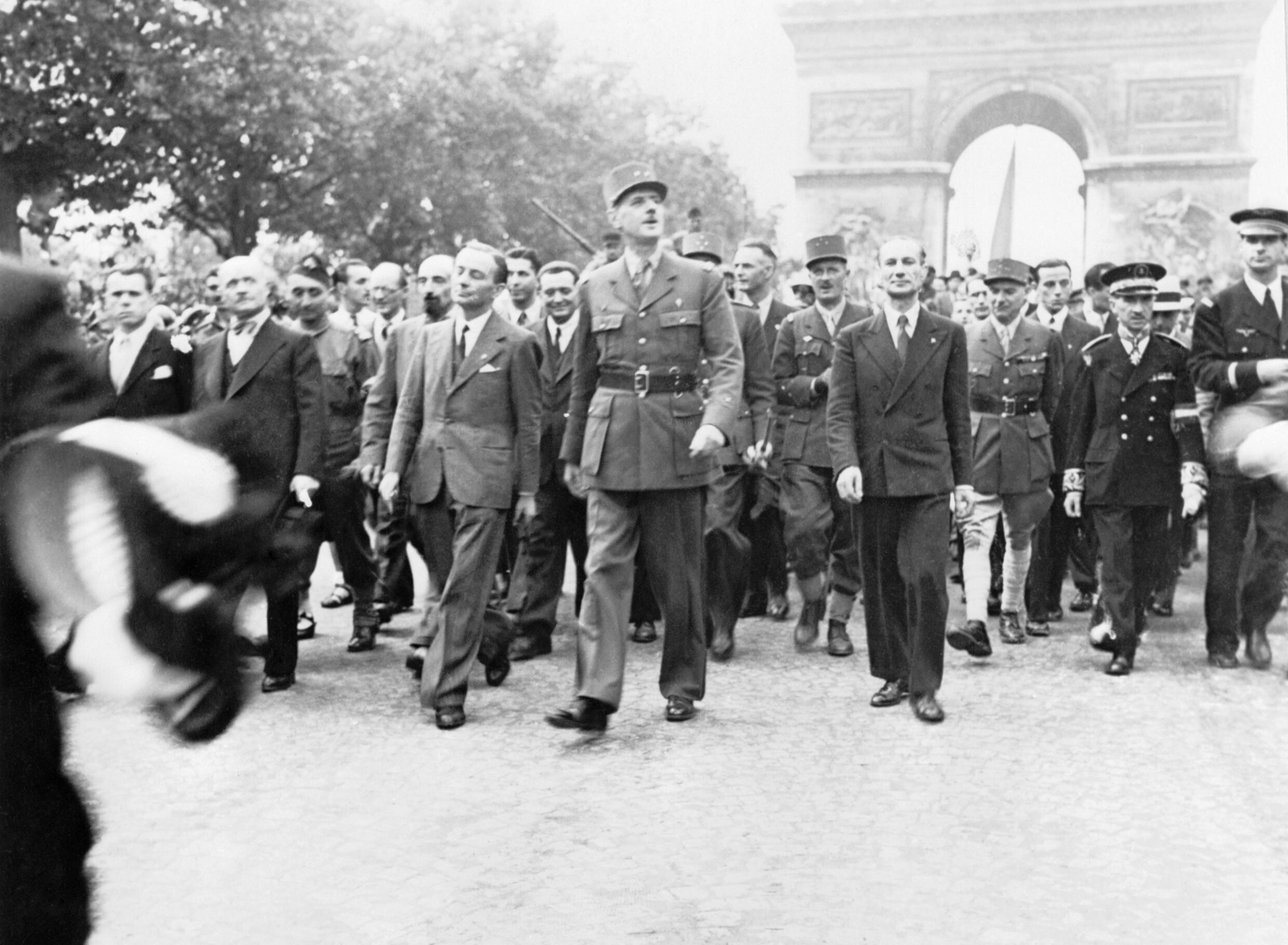
Défilé sur les Champs-Élysées le 26 août.

  - Charles de Gaulle à Paris. Le général de Gaulle défile triomphalement sur les Champs-Élysées[129].
  - libération de Toulon par le général de Lattre de Tassigny[144].
- 27 août : la défense de Metz est confiée au général Walter Krause[145] ; début de la bataille de Metz. L’armée allemande résiste jusqu’en décembre.
- 28 août :
  - libération de Nice et de Marseille[144].
  - attentat manqué contre le général Giraud à Mazagran[146].

- 29 août :

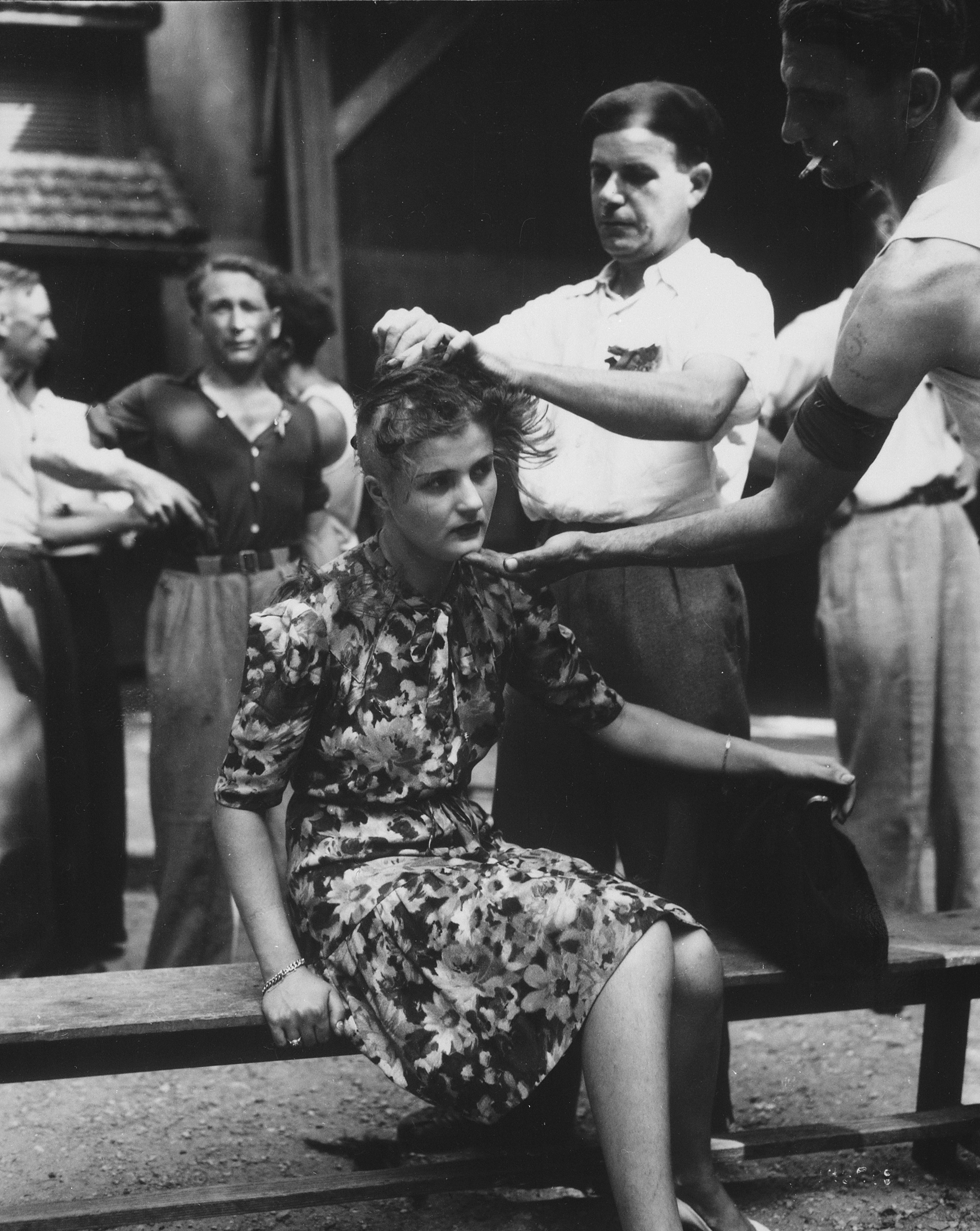
Jeune fille tondue pour avoir eu des relations personnelles avec les Allemands, près de Montélimar, le 29 août.

  - libération de Nîmes, Montpellier, Béziers et Narbonne[147].
  - massacre de la vallée de la Saulx[148].
- 29 août - 14 septembre : opération Spencer, offensive alliée sur la Loire[149].
- 31 août :
  - installation du Gouvernement provisoire de la République française (GPRF) à Paris[150].
  - la 4e  D.I.U.S.  atteint l'Aisne entre Compiègne et Soissons[151].
- 31 août-3 septembre : les Allemands quittent Ouessant, laissant une équipe chargée de détruire le fort Saint-Michel, les installations électriques du phare du Creac'h et la station TSF FFU (fréquence de 500 kHz)[152].

### Septembre
- 1er septembre :

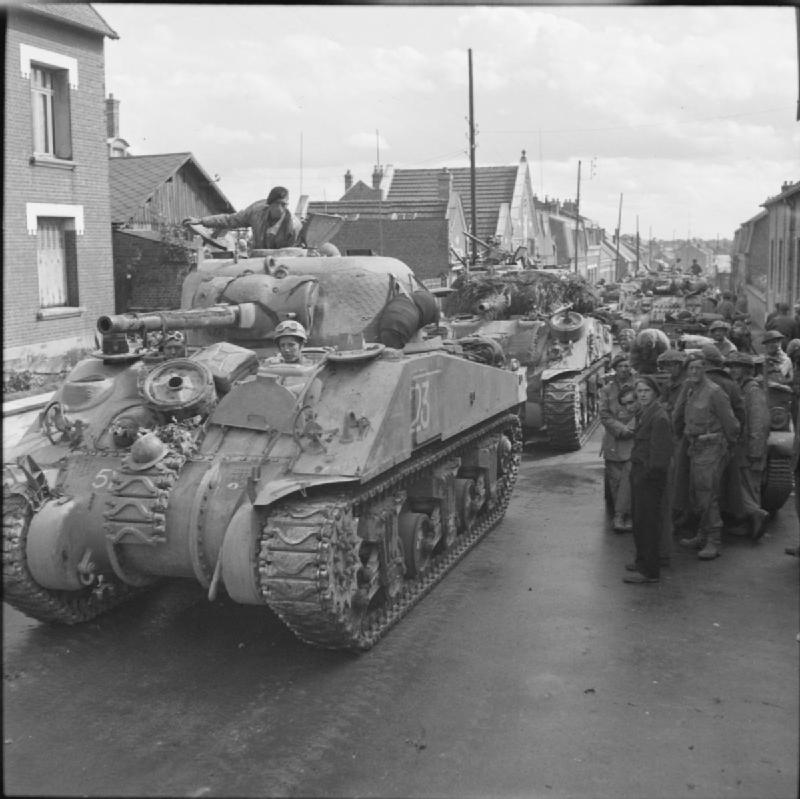
Troupes britanniques à Villers-Bretonneux, le 1er septembre 1944

  - libération de Dieppe, Amiens, Arras[147] et Verdun.
  - début de la campagne de Lorraine (fin le 16 décembre)[153].
  - départ de Tourcoing du train de Loos qui emmène en déportation en Allemagne 841 prisonniers politiques détenus à la prison de Loos-lez-Lille[154].
  - le ministre de l'Éducation nationale René Capitant charge Jean Guéhenno assisté d'André Basdevant d'organiser une direction de la culture populaire et des mouvements de jeunesse[155].
- 2 septembre :
  - premier conseil du Gouvernement provisoire de la République française à Paris[1].
  - libération de Maubeuge par la 3e division blindée américaine « SpearHead » du général Maurice Rose[156].
- 2 - 3 septembre : libération d'Abbeville par la 1re division blindée du général Maczek[157],
- 3 septembre : Lyon est libérée par des troupes franco-américaines. Lille[26] et Saint-Étienne sont également libérées[147].
- 4 septembre : Pierre Mendès France devient ministre de l'Économie nationale[158].
- 5 - 6 septembre : bombardement du Havre sans raison véritable qui fait plus de victimes civiles que militaires[159].
- 5 septembre : après l'arrestation de Marius Berliet, les usines Berliet sont placées sous séquestre par le Commissaire de la République à Lyon Yves Farge, qui nomme un administrateur provisoire, l'ingénieur communiste Marcel Mosnier et un conseil de gestion. Les usines rouvrent le 14 septembre. Mosnier tente la première expérience de démocratie ouvrière au sein d'une entreprise industrielle, assisté de comités élus par le personnel[160].
- 6 septembre : dévaluation de 13 % du franc[161].
- 7 septembre : Pétain et Laval sont transférés par les Allemands à Sigmaringen[130]. Une commission gouvernementale dirigée par Fernand de Brinon est mise en place.
- 8 septembre : libération de Besançon[147].
- 9 septembre : formation du premier gouvernement Charles de Gaulle[162]. De Gaulle effectue à partir du 14 septembre des voyages en province pour affirmer l’autorité du Gouvernement provisoire de la République française[163].

- 10 septembre :

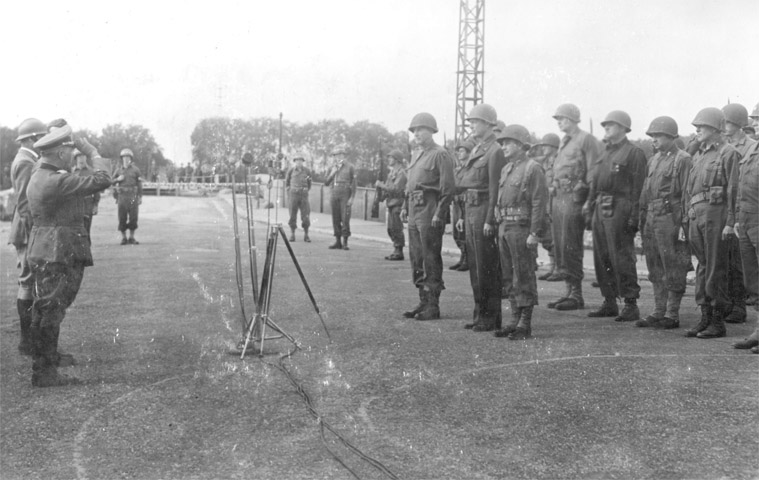
Reddition du général Elster.

  - reddition de la colonne Elster à Issoudun[137]. Seconde libération de Châteauroux[164].
  - le syndicaliste Benoît Frachon lance au nom de la CGT la « grande bataille de la production »[165].
- 10 - 12 septembre : opération Astonia. Le Havre est libéré après avoir été rasé par l'aviation britannique[166].
- 10 septembre - 5 octobre : Raymond Aubrac, commissaire de la République à Marseille procède dans les Bouches-du-Rhône à la réquisition de quinze entreprises comprenant au total 15 000 ouvriers. Des formes de gestion inédites sont mises en place : un directeur désigné par le commissaire de la République est entouré d’un comité consultatif de gestion composé de trois représentants du personnel (un ingénieur, un technicien, un ouvrier) et de trois représentants des actionnaires. L'expérience s'achève en juin-juillet 1947 par les arrêts du Conseil d’État annulant les réquisitions après recours des actionnaires[167].
- 11 septembre : libération de Contrexéville par la 2e DB[99].
- 12 septembre :
  - jonction à Montbard près de Dijon des troupes venant de Provence et de Normandie[162].
  - de Gaulle expose son programme politique au Palais de Chaillot à Paris[162].
- 12 - 14 septembre : bataille de Dompaire dans la vallée de la Gitte entre le groupement Massu et le régiment blindé de fusiliers-marins (RBFM) contre la 112e Panzerbrigade[99].
- 15 septembre :
  - ordonnance du GPRF créant des « cours spéciales de justice » pour procéder à l'épuration[3].
  - début du siège de Dunkerque[168].
  - les troupes françaises franchissent la Moselle à Châtel-sur-Moselle[99].
  - libération de Nancy[169].
- 16 septembre : après avoir subi une contre-attaque, Châtel-sur-Moselle est libérée[99].
- 18 - 29 septembre : bataille d'Arracourt entre forces blindées américaines et allemandes lors de la campagne de Lorraine[170].

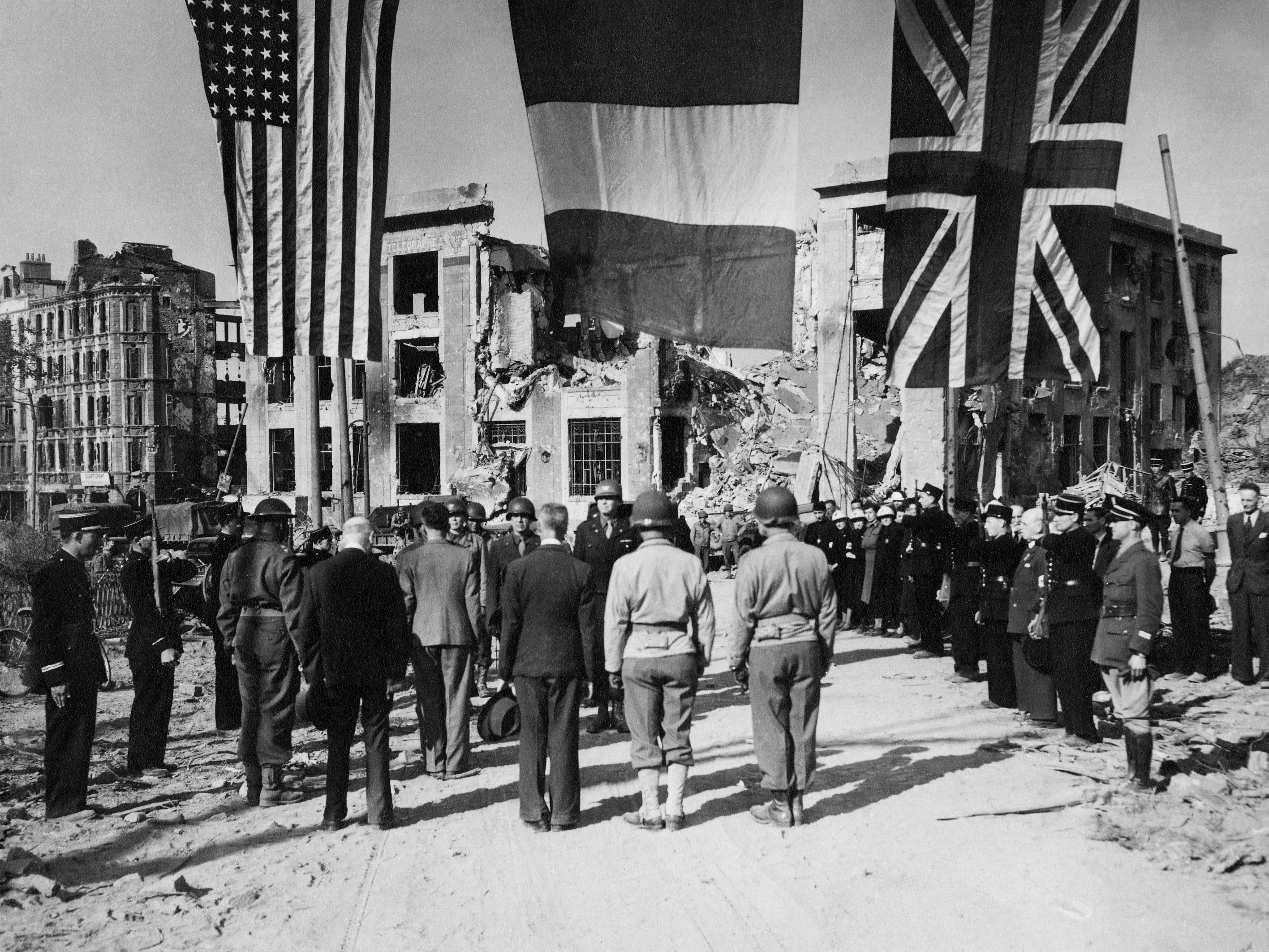
Libération de Brest

- 19 septembre : libération de Brest après de violents combats[171].
- 22 septembre : libération de Boulogne-sur-Mer[172].
- 22 - 24 septembre : libération d'Épinal par les troupes américaines du général Alexander Patch[173].
- 23 septembre : le gouvernement provisoire décide l’amalgame des FFI dans l’armée régulière[3].

- 25 septembre : début de la bataille des Vosges : la ligne de front allemande est brisée le 17 octobre , sans lendemain[174].
- 27 septembre : constitution du groupement national des Houillères du bassin du Nord et du Pas-de-Calais[175]
- 27 septembre - 13 décembre : bataille de Metz[153]. Reprise de l’offensive alliée en Lorraine.
- 30 septembre :
  - la garnison allemande de Calais se rend aux troupes de la 3e division d'infanterie canadienne[176].
  - ordonnance qui donne naissance à la SNEP (Société nationale des entreprises de presse)[32].

### Octobre
- 4 octobre : mise sous séquestre des usines de Louis Renault[177].
- 5 octobre : une ordonnance du Gouvernement provisoire de la République française confirme le droit de vote aux femmes, accordé par le Comité français de la Libération nationale, le 21 avril 1944[31].
- 6 octobre : inauguration à Paris du Salon d'automne[178], baptisé Salon de la Libération (Pablo Picasso, Paul Klee, Joan Miró, Max Ernst, Nicolas de Staël).
- 15 octobre : création de la Confédération générale des cadres (CGC)[179].
- 15 - 30 octobre : bataille de Bruyères dans les Vosges[180].
- 18 octobre : ordonnance sur la confiscation des profits illicites. Les autorités policières et judiciaires se baseront par la suite sur ce texte pour mener une répression active contre le marché noir et de la collaboration économique[181].
- 20 octobre - 18 novembre : exposition Jean Dubuffet à Paris[182].
- 23 octobre : la Grande-Bretagne, les États-Unis et l’Union soviétique reconnaissent le Gouvernement provisoire de la République française[3].
- 28 octobre : ordonnance sur la politique pénale ; dissolution des Milices patriotiques communistes[3] ; institution auprès des « cours spéciales de justice » des « chambres civiques » chargées de prononcer des peines d’indignité nationale.

### Novembre
- 6 - 20 novembre : émission de l'emprunt de la Libération, qui rapporte 164,4 milliards de francs. Il permet de résoudre les problèmes économiques que connait le pays depuis son occupation par les Allemands en 1940[183].
- 9 novembre : le ministre des finances Aimé Lepercq est tué dans un accident de voiture à Harnes ; il est remplacé le 14 novembre par René Pleven qui poursuit sa politique[183].
- 9 - 12 novembre : congrès national extraordinaire de la SFIO, qui est reconstituée. Elle exclut ceux de ses membres qui ont voté les pleins pouvoirs à Pétain, le 10 juillet 1940[184].

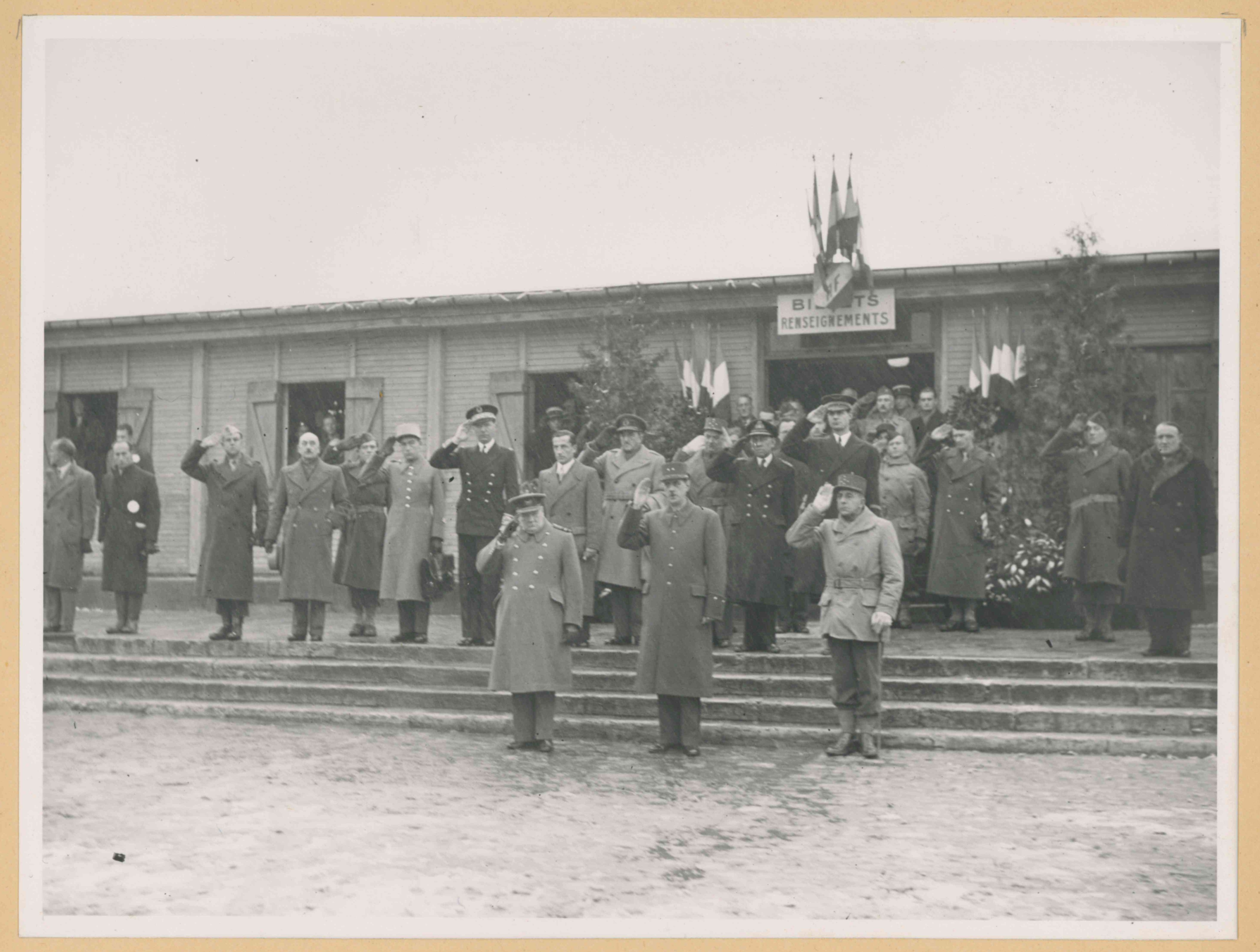
Winston Churchill, Charles de Gaulle et Jean de Lattre de Tassigny à Besançon le 13 novembre 1944

- Winston Churchill, Charles de Gaulle et Jean de Lattre de Tassigny à Besançon le 13 novembre 194411 novembre : défilé militaire sur les Champs-Élysées des troupes françaises devant le général de Gaulle et Winston Churchill[185].

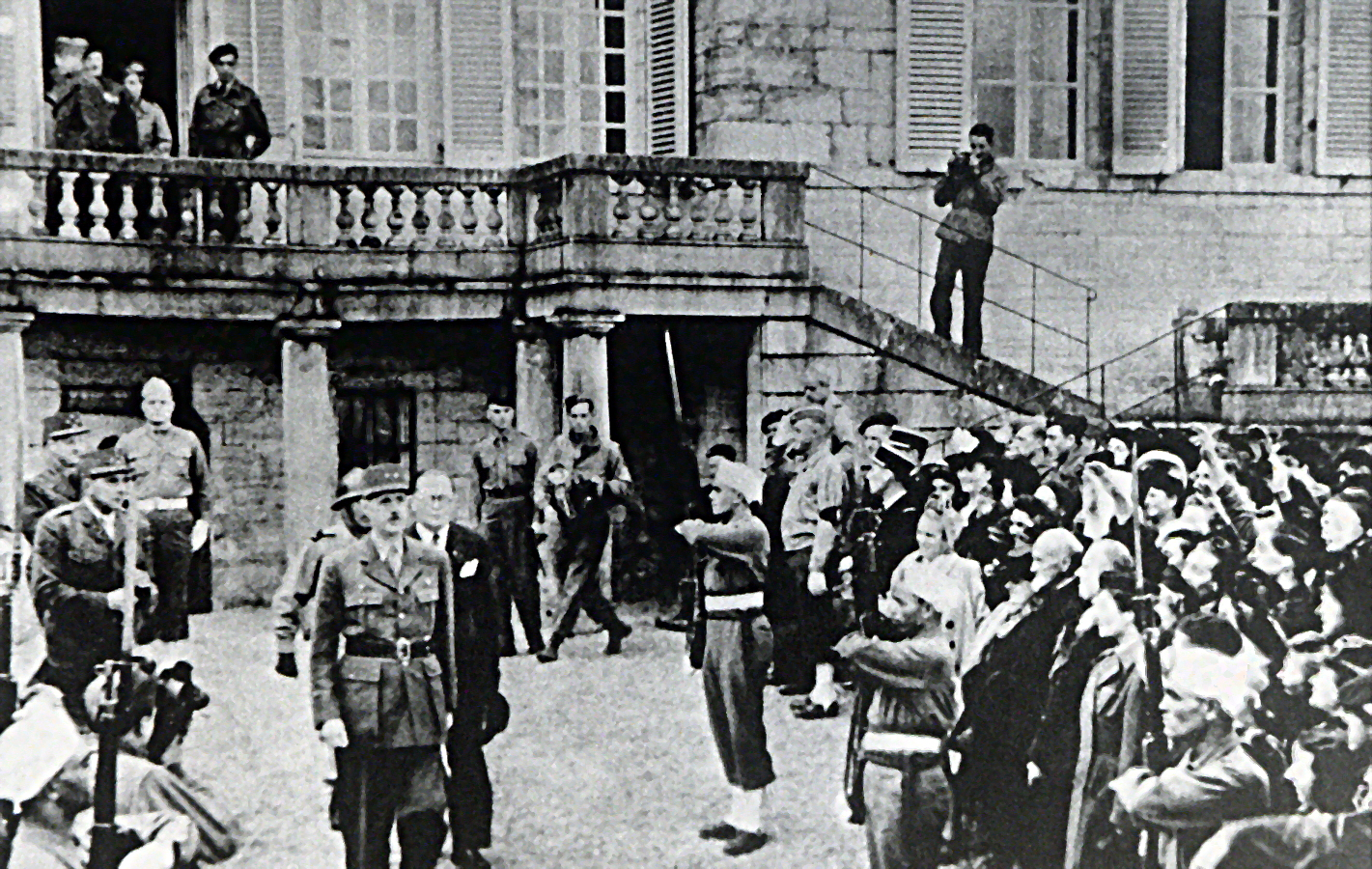
Rencontre entre le Général De Gaulle et Winston Churchill au Château Montalembert de Maîche le 13 novembre 1944.

- 13 novembre : De Gaulle rencontre Churchill, accompagné de De Lattre de Tassigny, à Besançon et au château Montalembert de Maîche, à la veille de l'offensive d'Alsace[186].

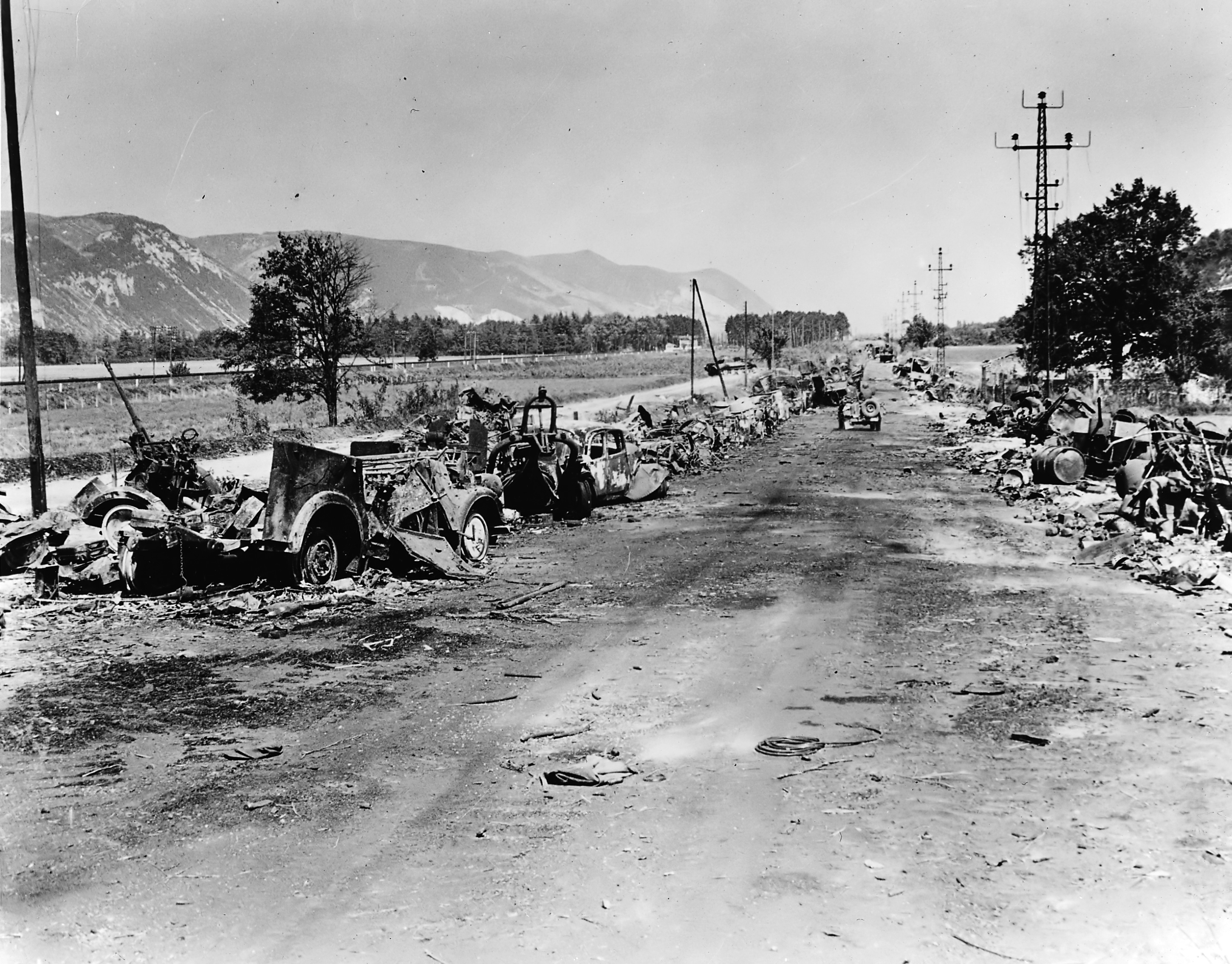
Retraite des Allemands. Un convoi bombardé par l'aviation alliée.

- 14 novembre : offensive française de la 1re armée en direction de Belfort. De Lattre avance par la trouée de Belfort[174].
- 15 novembre : Jacques Duclos, dirigeant du PCF clandestin pendant l'occupation, voit la France à la veille d'une révolution comparable à celle de 1789 : « La convocation des états généraux sur le plan local préparera la convocation des états généraux sur le plan départemental et puis sur le plan national »[187].
- 16 novembre : ordonnance rétablissant la direction générale de la sûreté nationale. Elle contribue à achever l'étatisation et la centralisation des forces de l'ordre. Rattachée au ministère de l'intérieur, elle comprend quatre grandes directions actives : police judiciaire, sécurité publique, renseignements généraux et surveillance du territoire, ainsi que des directions administratives : personnel et administration, matériel, étrangers[188].
- 18 novembre : création de la Haute-Cour de justice pour juger les responsables du régime de Vichy[75].
- 19 novembre : les chars français de la 1re division blindée atteignent le Rhin à Delle[189].
- 20 novembre :
  - les spahis du 1er RSA libèrent Saint-Louis[190].
  - La liaison ferroviaire Paris-Toulouse est rétablie[191].
- 21 novembre : la 1re armée française attaque Mulhouse[190].
- 22 novembre : le syndicaliste Benoît Frachon s'exprime lors d'une conférence intitulée « Les communistes et la reconstruction économique de la France »[192] : « Durant ces quatre années d'occupation, la classe ouvrière française a fait mieux que de poser sa candidature aux postes qui lui reviennent dans la gestion et la direction de l'économie et de la politique française ; elle a fait la démonstration qu'elle était digne de les occuper[193]. »
- 23 novembre : Leclerc et sa 2e DB libèrent Strasbourg, respectant ainsi le serment de Koufra[174].
- 24 - 25 novembre : les Allemands évacuent Mulhouse dans la nuit[190].
- 25 novembre :
  - libération de Belfort[189].
  - les Américains entrent dans le camp du Struthof, vidé de ses occupants mais intact[194].
  - retour du dirigeant communiste Maurice Thorez, qui a passé la guerre en Union soviétique. Il est amnistié par de Gaulle le 27 novembre[75].
- 25 - 26 novembre : le MRP (Mouvement républicain populaire), d’inspiration centriste et démocrate-chrétienne, tient son congrès constitutif à Paris[195].
- 26 novembre : la crue de la Marne atteint un record de 6,22 m à Châlons-en-Champagne[196].
- 30 novembre - 1er décembre : mutineries de Thiaroye, au Sénégal. Les « tirailleurs » réclament l’égalité de solde et de prime de démobilisation avec les soldats français[197]. La répression fait 35 morts, 35 blessés graves et 15 mutins sont condamnés.

### Décembre
- 6 décembre : Le Bossu, film de Jean Delannoy[198].

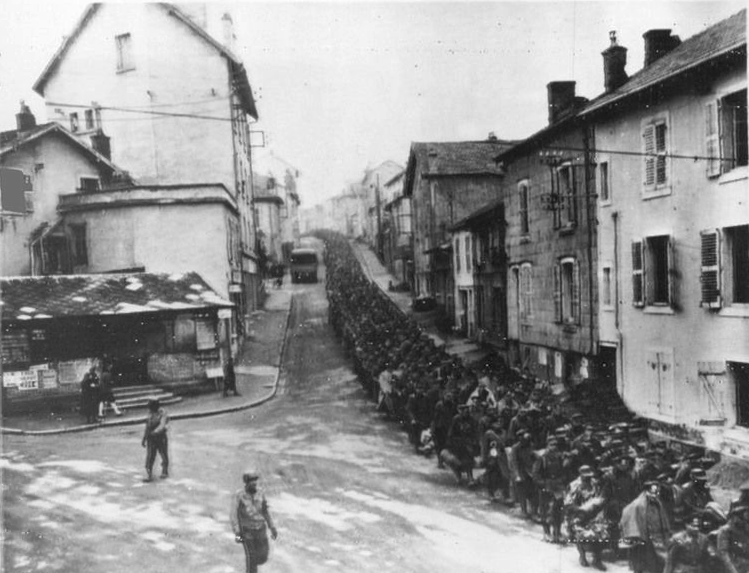
Une colonne de 5000 prisonniers allemands capturés à Strasbourg, à Épinal le 7 décembre 1944.

- 8 décembre : création des Compagnies républicaines de sécurité (CRS) après la dissolution des Groupes mobiles de réserve (GMR)[199].
- 9 décembre : le Vatican reconnait le Gouvernement provisoire de la République française[29].
- 10 décembre : signature à Moscou du traité d’alliance et d’assistance mutuelle avec l’Union soviétique[29].
- 14 décembre : nationalisation des Charbonnages du Nord-Pas-de-Calais[29].
- 16 décembre : offensive des Ardennes, dernier sursaut des forces allemandes[119].
- 18 décembre : parution post-datée du premier numéro du journal Le Monde[200].
- 19 - 21 décembre : « petit Congrès »  du Parti radical-socialiste, qui se reconstitue[201].
- 30 décembre : deux ordonnances augmentent les cotisations des assurances sociales ; elles inaugurent la réforme la Sécurité sociale[29].

## Prix littéraires en 1944
- Grand prix de littérature de l'Académie française : non décerné
- Grand prix du roman de l'Académie française : Pierre de Lagarde pour Valmaurie.
- Prix Femina : décerné aux Éditions de Minuit pour leur rôle durant la Seconde Guerre mondiale.
- Prix Goncourt : Elsa Triolet pour Le premier accroc coûte deux cents francs.
- Prix Renaudot : Roger Peyrefitte pour Les Amitiés particulières.
- Prix Interallié : non décerné
- Prix des Deux Magots : Jean Milo pour L'Esprit de famille
- Prix Albert-Londres (presse écrite) : non décerné

## Naissances en 1944
- 17 janvier : Françoise Hardy, auteure-compositrice et chanteuse française († 11 juin 2024).
- 23 mars : Patrick Floersheim, comédien de doublage vocal français († 4 mars 2016).
- 24 avril : Jean-François Stévenin, acteur, scénariste et réalisateur français († 27 juillet 2021).
- 25 mai : Alain Souchon, auteur-compositeur et chanteur français, acteur.
- 24 juin : Ticky Holgado, acteur français († 22 janvier 2004).
- 3 juillet : Michel Polnareff, chanteur français
- 24 juillet : Sylvain Joubert, acteur français et une des voix d'Al Pacino († 7 février 2000).
- 15 août : Sylvie Vartan, chanteuse bulgare francophone naturalisée française.
- 1er octobre : Dani, chanteuse et actrice française († 18 juillet 2022).
- 30 septembre : Jean-Louis Debré, homme politique français († 4 mars 2025).
- 28 octobre : Coluche, humoriste et comédien français († 19 juin 1986).